# Bahnstrecke Salzwedel–Dannenberg
| Bahnhof Lüchow (1983) | |                                                     |                                                     |
| | |                                                     |                                                     |
| Streckennummer (DB): | 6905 |                                                     |                                                     |
| Kursbuchstrecke (DB): | 117a (1914) 117b (1925) 117c (1930) 187d (1934, 1937) 100b (Dannenberg West – Dannenberg Ost 1934) 186f (1939) 209d (1941) 209d (Bürgerholz – Dannenberg Ost 1946) 109h (1950–1970) 152 (1971–1975) 113 (seit 2005) |                                                     |                                                     |
| Streckenlänge: | 36,2 km |                                                     |                                                     |
| Spurweite: | 1435 mm (Normalspur) |                                                     |                                                     |
| | |                                                     |                                                     |
| \| \| \| von Uelzen \| \| \| \| \| von Oebisfelde \| \| \| \| 0,0 \| Salzwedel \| 20 m ü. NN \| \| \| \| \| \| \| \| \| von Salzwedel Kleinbahnhof, von Diesdorf, von Badel \| \| \| \| \| \| \| \| \| \| Salzwedel Gbf \| \| \| \| \| \| \| \| \| \| nach Stendal, nach Wittenberge \| \| \| \| 2,5 \| (ehem. Überwerfung) \| (ehem. Überwerfung) \| \| \| \| \| \| \| \| 5,0 \| Bürgerholz \| 19 m ü. NN \| \| \| 6,13 \| Landesgrenze Sachsen-Anhalt–Niedersachsen \| Landesgrenze Sachsen-Anhalt–Niedersachsen \| \| \| 6,5 \| B 248 \| 19 m ü. NN \| \| \| 6,7 \| Lübbow \| 19 m ü. NN \| \| \| 8,9 \| Teplingen \| 18 m ü. NN \| \| \| \| L 262 \| 18 m ü. NN \| \| \| 10,6 \| Wustrow (Han) \| 18 m ü. NN \| \| \| 13,1 \| Jeetzel \| 18 m ü. NN \| \| \| 15,6 \| Lüchow Süd, LSE von Schmarsau \| Lüchow Süd, LSE von Schmarsau \| \| \| 15,8 \| Lüchow \| 20 m ü. NN \| \| \| 16,9 \| Tarmitz \| 18 m ü. NN \| \| \| 18,3 \| Jeetzel \| 16 m ü. NN \| \| \| 20,3 \| Müggenburg \| 15 m ü. NN \| \| \| 20,4 \| Gollau \| 24 m ü. NN \| \| \| 22,9 \| Grabow (Kr Dannenberg) \| 14 m ü. NN \| \| \| 26,7 \| Jameln (Kr Dannenberg) \| 18 m ü. NN \| \| \| 30,0 \| Tramm \| 15 m ü. NN \| \| \| 31,1 \| Schaafhausen \| 14 m ü. NN \| \| \| \| B 248 \| 18 m ü. NN \| \| \| \| B 191 \| 18 m ü. NN \| \| \| 32,8 \| Jeetzel \| 15 m ü. NN \| \| \| \| von Uelzen \| \| \| \| 33,3 \| Dannenberg West \| 15 m ü. NN \| \| \| 33,5 \| B 216 \| 15 m ü. NN \| \| \| 34,3 \| Alte Jeetzel \| 13 m ü. NN \| \| \| \| Wendlandbahn von Lüneburg \| \| \| \| 36,2 \| Dannenberg Ost \| 13 m ü. NN \| \| \| \| nach Wittenberge \| \| | |                                                     |                                                     |
| Strecke | | von Uelzen                                          | von Uelzen                                          |
| Abzweig geradeaus und ehemals von rechts | | von Oebisfelde                                      | von Oebisfelde                                      |
| Bahnhof | 0,0 | Salzwedel                                           | 20 m ü. NN                                          |
| | |                                                     |                                                     |
| Abzweig geradeaus und ehemals von rechts | | von Salzwedel Kleinbahnhof, von Diesdorf, von Badel | von Salzwedel Kleinbahnhof, von Diesdorf, von Badel |
| | |                                                     |                                                     |
| Dienststation / Betriebs- oder Güterbahnhof | | Salzwedel Gbf                                       | Salzwedel Gbf                                       |
| Verschwenkung von links · Verschwenkung von rechts (Strecke außer Betrieb) | |                                                     |                                                     |
| Abzweig ehemals geradeaus und nach links · Strecke (außer Betrieb) | | nach Stendal, nach Wittenberge                      | nach Stendal, nach Wittenberge                      |
| Kreuzung geradeaus unten (Strecke geradeaus außer Betrieb) · Strecke (außer Betrieb) | 2,5 | (ehem. Überwerfung)                                 | (ehem. Überwerfung)                                 |
| Verschwenkung nach links (Strecke außer Betrieb) · Verschwenkung nach rechts (Strecke außer Betrieb) | |                                                     |                                                     |
| Haltepunkt / Haltestelle (Strecke außer Betrieb) | 5,0 | Bürgerholz                                          | 19 m ü. NN                                          |
| Grenze (Strecke außer Betrieb) | 6,13 | Landesgrenze Sachsen-Anhalt–Niedersachsen           | Landesgrenze Sachsen-Anhalt–Niedersachsen           |
| Bahnübergang (Strecke außer Betrieb) | 6,5 | B 248                                               | 19 m ü. NN                                          |
| Bahnhof (Strecke außer Betrieb) | 6,7 | Lübbow                                              | 19 m ü. NN                                          |
| Haltepunkt / Haltestelle (Strecke außer Betrieb) | 8,9 | Teplingen                                           | 18 m ü. NN                                          |
| Bahnübergang (Strecke außer Betrieb) | | L 262                                               | 18 m ü. NN                                          |
| Bahnhof (Strecke außer Betrieb) | 10,6 | Wustrow (Han)                                       | 18 m ü. NN                                          |
| Haltepunkt / Haltestelle (Strecke außer Betrieb) | 13,1 | Jeetzel                                             | 18 m ü. NN                                          |
| Abzweig geradeaus und von links (Strecke außer Betrieb) | 15,6 | Lüchow Süd, LSE von Schmarsau                       | Lüchow Süd, LSE von Schmarsau                       |
| Bahnhof (Strecke außer Betrieb) | 15,8 | Lüchow                                              | 20 m ü. NN                                          |
| Haltepunkt / Haltestelle (Strecke außer Betrieb) | 16,9 | Tarmitz                                             | 18 m ü. NN                                          |
| Brücke über Wasserlauf (Strecke außer Betrieb) | 18,3 | Jeetzel                                             | 16 m ü. NN                                          |
| Haltepunkt / Haltestelle (Strecke außer Betrieb) | 20,3 | Müggenburg                                          | 15 m ü. NN                                          |
| Bahnhof (Strecke außer Betrieb) | 20,4 | Gollau                                              | 24 m ü. NN                                          |
| Bahnhof (Strecke außer Betrieb) | 22,9 | Grabow (Kr Dannenberg)                              | 14 m ü. NN                                          |
| Bahnhof (Strecke außer Betrieb) | 26,7 | Jameln (Kr Dannenberg)                              | 18 m ü. NN                                          |
| Haltepunkt / Haltestelle (Strecke außer Betrieb) | 30,0 | Tramm                                               | 15 m ü. NN                                          |
| Haltepunkt / Haltestelle (Strecke außer Betrieb) | 31,1 | Schaafhausen                                        | 14 m ü. NN                                          |
| Bahnübergang (Strecke außer Betrieb) | | B 248                                               | 18 m ü. NN                                          |
| Bahnübergang (Strecke außer Betrieb) | | B 191                                               | 18 m ü. NN                                          |
| Brücke über Wasserlauf (Strecke außer Betrieb) | 32,8 | Jeetzel                                             | 15 m ü. NN                                          |
| Abzweig geradeaus und von links (Strecke außer Betrieb) | | von Uelzen                                          | von Uelzen                                          |
| Bahnhof (Strecke außer Betrieb) | 33,3 | Dannenberg West                                     | 15 m ü. NN                                          |
| Bahnübergang (Strecke außer Betrieb) | 33,5 | B 216                                               | 15 m ü. NN                                          |
| Brücke über Wasserlauf (Strecke außer Betrieb) | 34,3 | Alte Jeetzel                                        | 13 m ü. NN                                          |
| Abzweig ehemals geradeaus und von links | | Wendlandbahn von Lüneburg                           | Wendlandbahn von Lüneburg                           |
| Bahnhof | 36,2 | Dannenberg Ost                                      | 13 m ü. NN                                          |
| | | nach Wittenberge                                    |                                                     |

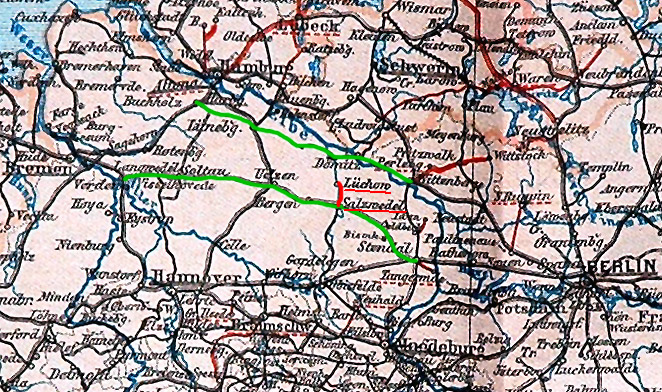
Lüchow lag zwischen den Strecken Wittenberge–Buchholz (oben) und Stendal–Langwedel und wurde ab 1891 durch eine Stichbahn angebunden.

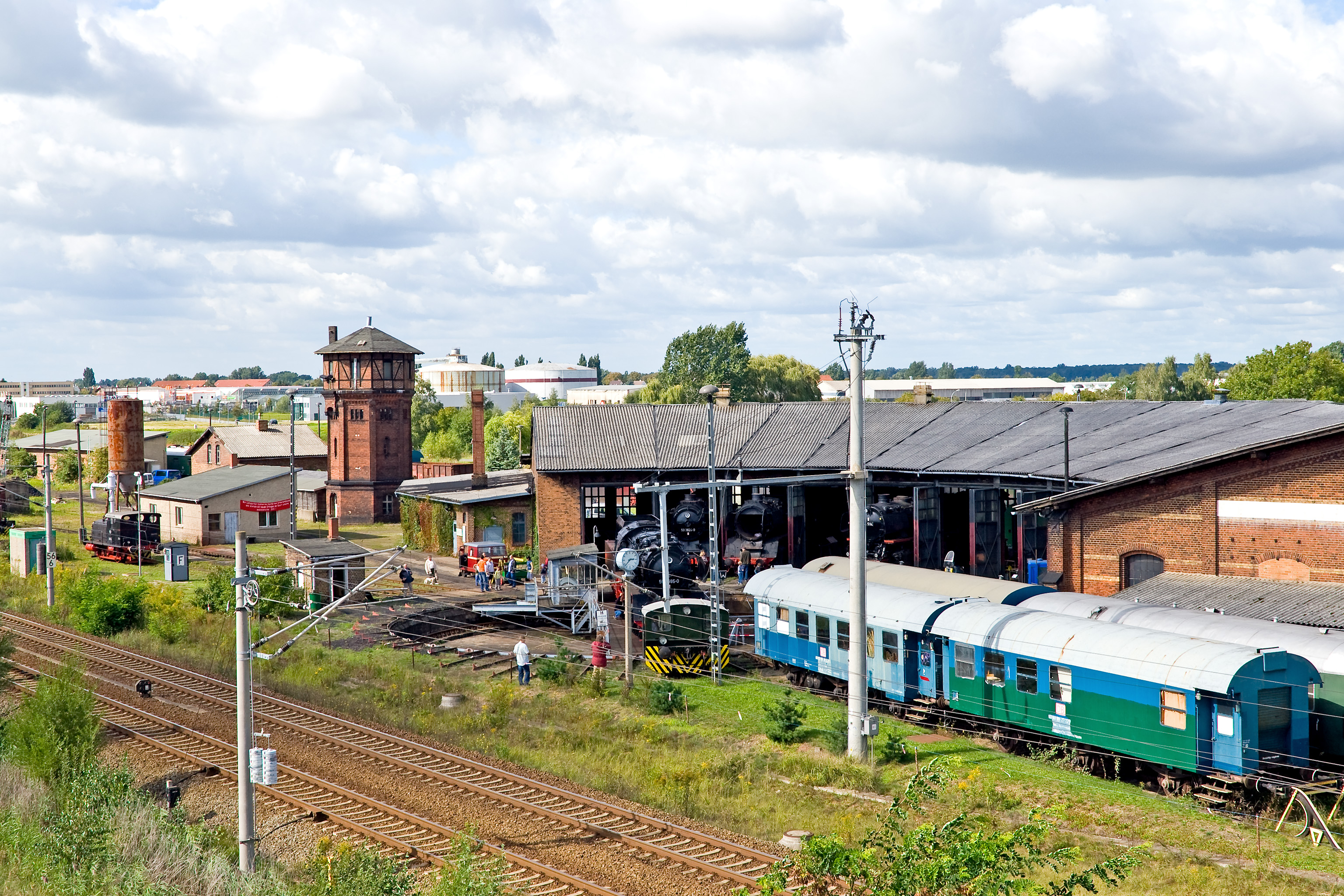
Bahnbetriebswerk Salzwedel. Davor verlaufen die Gleise der „Amerikalinie“.

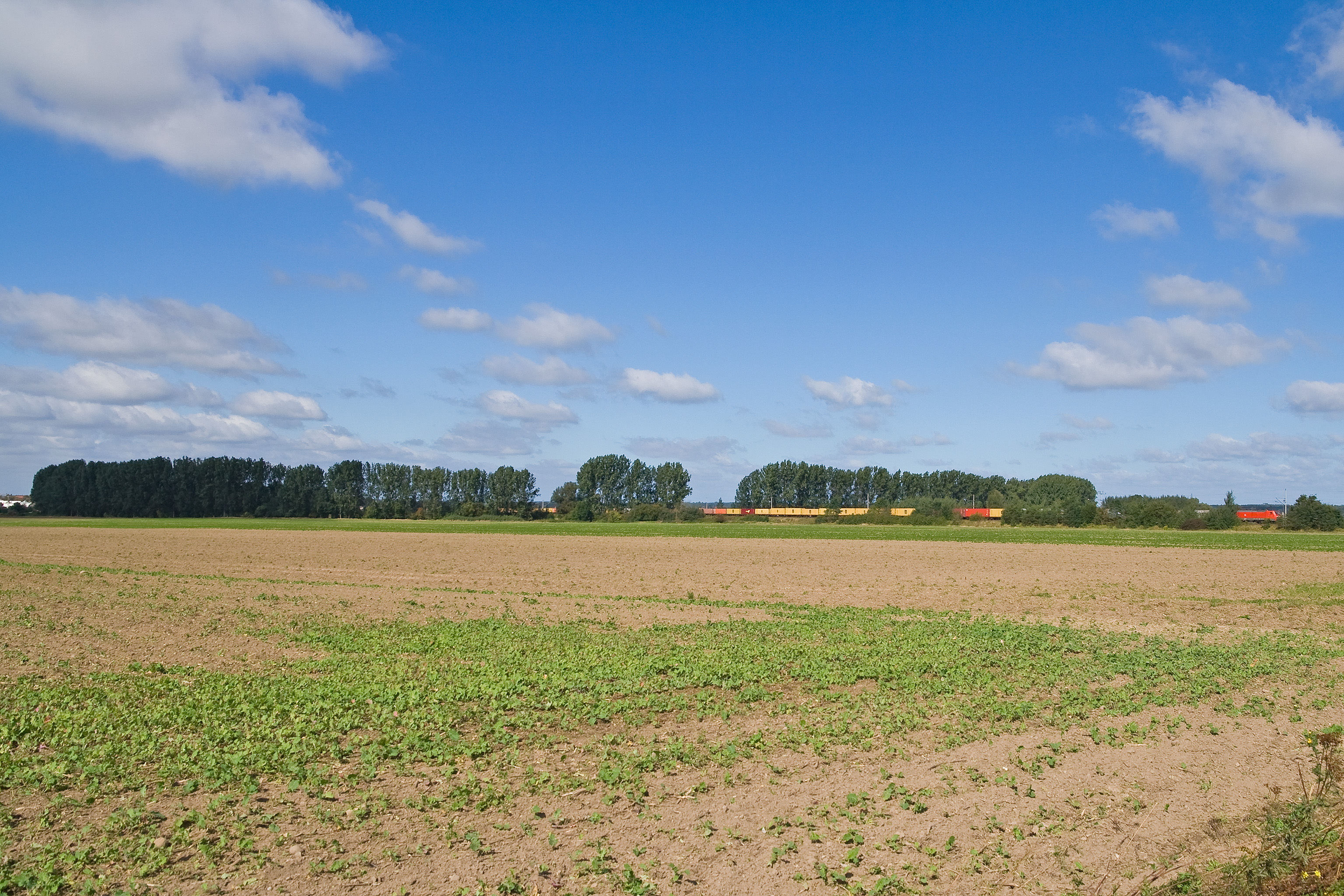
Die Baumreihe markiert die ehemals neue Streckenführung im abgebauten Abschnitt Salzwedel–Lübbow unter der „Amerikalinie“ hindurch. Auf der Amerikalinie verkehrt ein Güterzug Richtung Stendal.

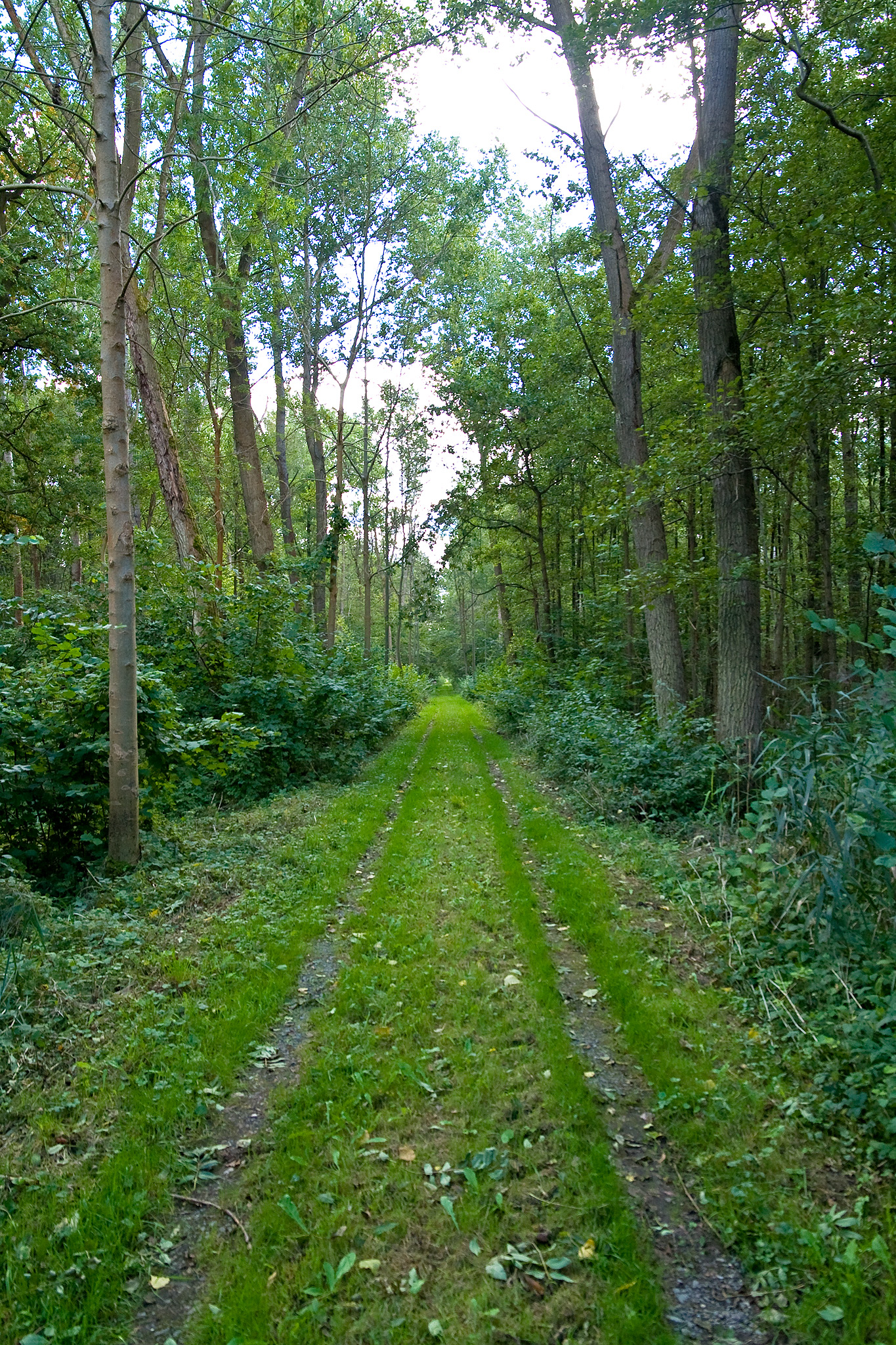
Auf dem ehemaligen Bahndamm im Wald bei Hoyersburg verläuft in der Gegenwart ein Weg.

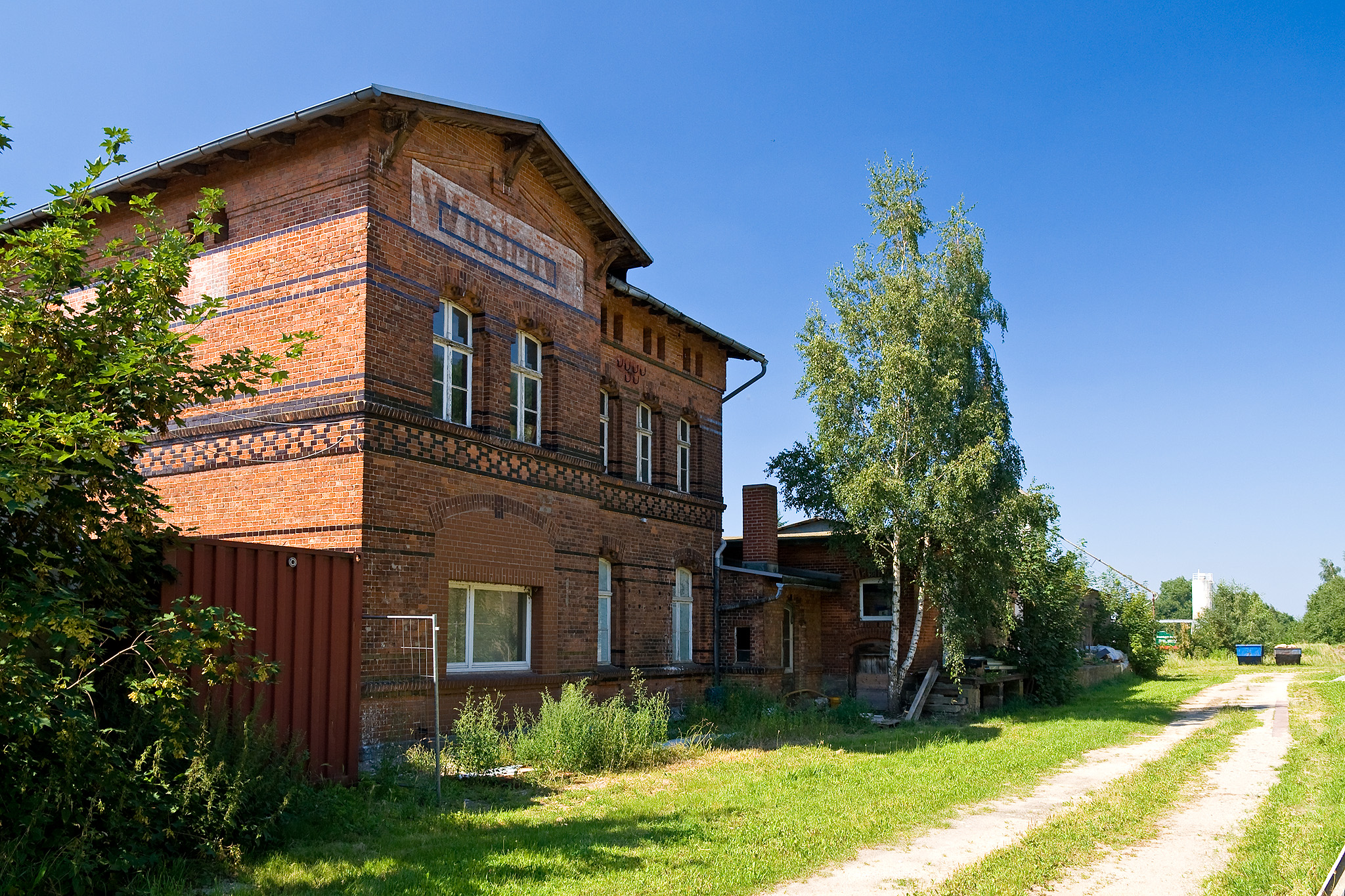
Das Gelände am Empfangsgebäude in Wustrow ist entwidmet. Die Gleise enden hinter den blauen Containern in Höhe des Silos.

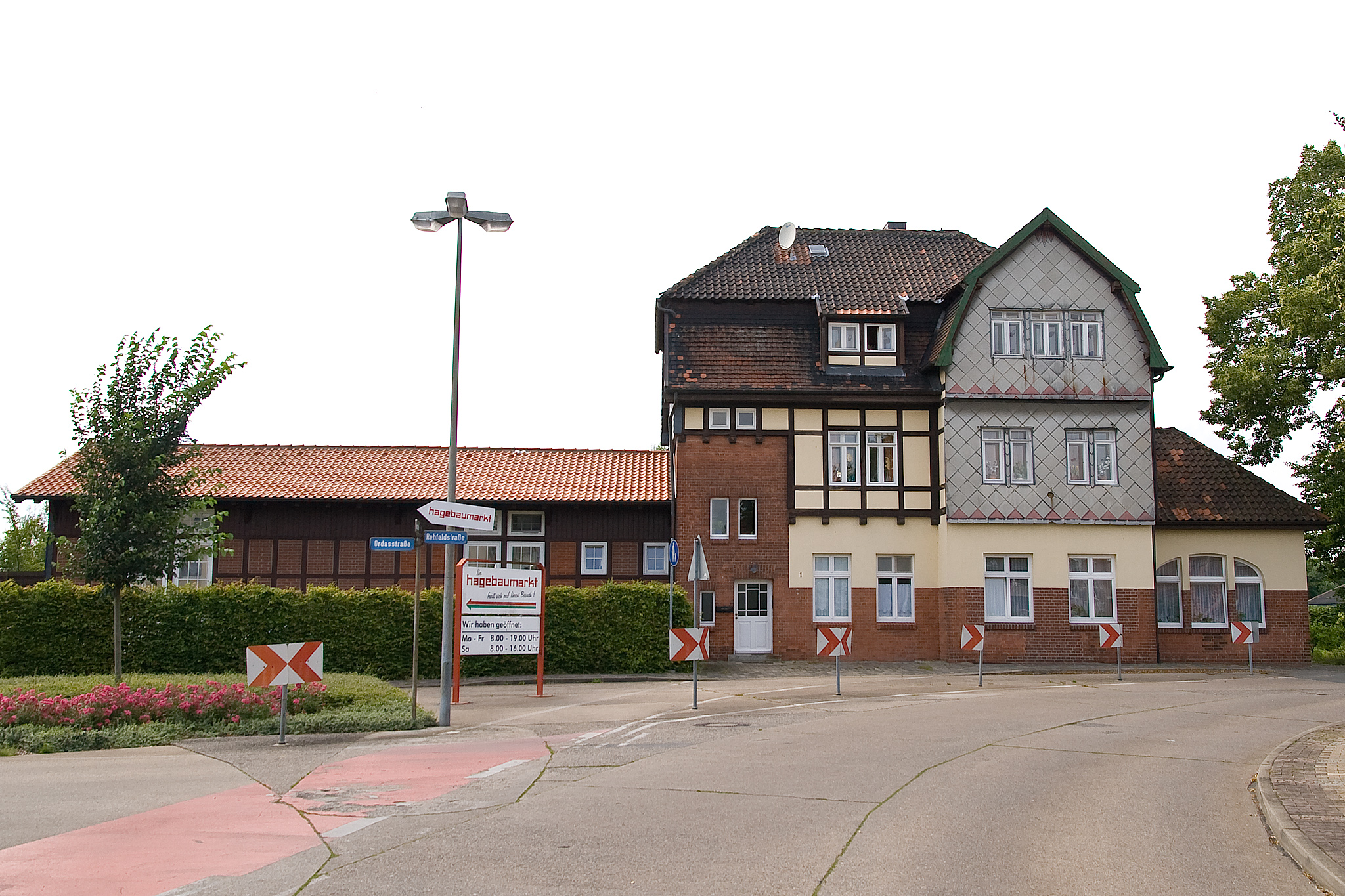
Der ehemalige Bahnhof Dannenberg West wird als Wohnhaus genutzt.

Die Bahnstrecke Salzwedel–Dannenberg (Jeetzeltalbahn oder Jeetzetalbahn, benannt nach der Jeetzel bzw. Jeetze) war eine Nebenbahn zwischen Salzwedel im nördlichen Sachsen-Anhalt und Dannenberg im östlichen Niedersachsen. Sie wurde 1891 von den Preußischen Staatseisenbahnen zuerst als Stichbahn Salzwedel–Lüchow gebaut und 1911 bis Dannenberg verlängert. Kurz nach Ende des Zweiten Weltkrieges wurde die Strecke zwischen Salzwedel in der sowjetischen Besatzungszone und Lübbow in der britischen Zone unterbrochen. Der Personenverkehr bestand bis 1975, der Güterverkehr wurde bis Ende 1997 aufrechterhalten. Der noch vorhandene Jeetzeltalbahn genannte Abschnitt zwischen Wustrow und dem Bahnhof Dannenberg Ost befindet sich im Besitz der Deutschen Regionaleisenbahn (DRE) und ist stillgelegt.
Die Stichbahn wurde in einer Zeit der intensiven Erschließung von Regionen abseits der Hauptbahnen gebaut und hat die Kreisstadt Lüchow an das Eisenbahnnetz angeschlossen. Sie ermöglichte im damaligen Kreis Lüchow erstmals eine Teilhabe an der industriellen Revolution. Die Strecke bis Dannenberg erschloss entlang der Hauptbesiedlungslinie den Landkreis Lüchow-Dannenberg, bevor sie durch den aufkommenden motorisierten Individualverkehr langsam ihre Bedeutung verlor.
Der Streckenabschnitt zwischen dem Bahnhof Salzwedel und Wustrow ist stillgelegt und komplett abgetragen, bis auf ein kurzes Stück in Wustrow ist die Trasse nicht von Bahnbetriebszwecken freigestellt. Gleiches gilt für den Bereich von Wustrow nach Lüchow. Hier sind die Gleise allerdings noch vorhanden.
Der Förderverein Jeetze(l)talbahn e.V. setzt sich für die Reaktivierung der Strecke Salzwedel–Dannenberg als Teil einer Verbindung Lüneburg–Wolfsburg ein, um Wendland und Altmark wieder besser an das Eisenbahnnetz anzuschließen.

## Streckenbeschreibung
Die Bahnstrecke mit der Streckennummer 6905 war 36,2 Kilometer lang, normalspurig, eingleisig und nicht elektrifiziert. Sie schloss sich an die Strecke Salzwedel–Oebisfelde an und führte durch eine ländlich geprägte, dünn besiedelte Landschaft.

### Salzwedel–Wustrow
Die Strecke zweigte in Salzwedel von der Bahnstrecke Stendal–Salzwedel (Amerikalinie) ab, verlief nach Osten am Bahnbetriebswerk (Bw) Salzwedel entlang und bog dahinter nach Norden ab. Durch diese Streckenführung war der später auf der gegenüberliegenden Seite der Amerikalinie errichtete Güterbahnhof nicht direkt erreichbar. In den 1920er oder 30er Jahren wurde deshalb eine geänderte Streckenführung gebaut, die vom Güterbahnhof aus die Amerikalinie in einem weiten Bogen unterquerte und nördlich davon auf die bereits vorhandene Strecke stieß. Ob dieser Bogen jemals in Betrieb war und ob er die bisherige Ausfahrt ergänzte oder ersetzte, ist nicht abschließend geklärt.
Hinter dem Betriebswerk verlief das Gleis nach Norden zur damaligen Grenze zwischen den preußischen Provinzen Sachsen und Hannover bei Streckenkilometer 6,2. Der Grenzverlauf war in diesem Gebiet mit der späteren innerdeutschen Grenze und gegenwärtigen Landesgrenze zwischen Sachsen-Anhalt und Niedersachsen identisch. Bei km 5,0 befand sich der Haltepunkt (Hp) Bürgerholz, die einzige Haltestelle auf dem Gebiet der ehemaligen Provinz Sachsen.
Der Grenzgraben wurde mit einer kleinen Brücke überquert. Anschließend schwenkte die Strecke in einer Linkskurve, in deren Verlauf die beim Streckenbau unbefestigte Straße nach Salzwedel und gegenwärtige Bundesstraße 248 (B 248) gekreuzt wurde, nach Westen. Gleich hinter dem Bahnübergang befand sich südlich des Dorfes der Bahnhof Lübbow. Der weitere Streckenverlauf führte nach Wustrow, wo er sich nach einer Rechtskurve wieder in Richtung Norden änderte und die Landesstraße 262 (L 262) kreuzte. Der Bahnhofsbereich begann gleich hinter der Landesstraße und befindet sich östlich des damaligen Stadtkerns.
Der Streckenabschnitt zwischen Salzwedel und der Landesgrenze wurde kurz nach Ende des Zweiten Weltkrieges demontiert. Der Streckenverlauf ist im Wald bei Hoyersburg noch als schnurgerader in Nord-Süd-Richtung verlaufender Waldweg erkennbar. Vom Haltepunkt Bürgerholz sind noch Teile der Bahnsteigkante vorhanden. Dort ist die ehemalige Strecke Teil eines Naturlehrpfades. Das Gleis zwischen Lübbow und Wustrow wurde zwischen Februar und April 1975 bis kurz vor die Landesstraße 262 zurückgebaut. Ein etwa 200 Meter langes Stück zwischen der B 248 und der Grenze war durch einen Kanalneubau von der Strecke abgetrennt und wurde bereits 1972 im Rahmen einer Flurbereinigung zurückgebaut. Auf niedersächsischer Seite wurde der ehemalige Streckenverlauf teilweise mit Wirtschaftswegen überbaut. Nur die Brücke über den Grenzgraben blieb noch bis in die 2000er Jahre erhalten und wurde während der deutschen Teilung auf bundesdeutscher Seite als Grenzaussichtspunkt genutzt.

### Wustrow–Dannenberg
Von Wustrow führt die Strecke weiter nach Lüchow, wo vor der Kreuzung mit dem gemeinsamen Fahrbahnverlauf der Bundesstraßen 248 und 493 die stillgelegte und zurückgebaute Strecke Lüchow–Schmarsau der Lüchow-Schmarsauer Eisenbahn (LSE) abzweigte. Der Bahnhof Lüchow Süd der LSE, auch Kleinbahnhof genannt, befand sich in Höhe von Streckenkilometer 15,6 auf der Ostseite der Bahnstrecke. Die Gleisanlagen verliefen entlang der Ausfahrt Richtung Salzwedel. Das Gleis nach Wustrow ist noch vorhanden und endet dort im Bahnhofsbereich. Auf Höhe des Empfangsgebäudes liegen keine Gleise mehr, hier ist die Strecke entwidmet. In der Nachkriegszeit wurden zusätzlich die Haltepunkte Teplingen zwischen Lübbow und Wustrow sowie Jeetzel zwischen Wustrow und Lüchow eingerichtet.
Die weitere Bahnstrecke ab Lüchow verläuft Richtung Norden durch die Bahnhöfe Gollau, Grabow, Jameln und den Haltepunkt Schaafhausen nach Dannenberg. Dort wurde für diese Strecke ein zweiter Bahnhof, Dannenberg West, gebaut. Hier bestand von 1924 bis 1996 ein Anschluss an die Bahnstrecke Uelzen–Dannenberg. Die Strecke wird am Anfang des Bahnhofs Dannenberg Ost in Höhe des Stellwerks Df mit dem Streckengleis der Bahnstrecke Wittenberge–Buchholz zusammengeführt. Ursprünglich verlief sie parallel dazu und endete als Gleis 2 am Empfangsgebäude.
Mit Inkrafttreten des Winterfahrplans 1955/56 wurden zwischen Lüchow und Gollau die Haltepunkte Tarmitz und Müggenburg eingerichtet. Zwischen Jameln und Schaafhausen kam der Haltepunkt Tramm hinzu. Ab Ende der 1980er Jahre begann an den Bahnhöfen zwischen Dannenberg Ost und Lüchow der Rückbau der Nebengleise.

## Vorgeschichte und Bau
Einen ersten Vorschlag, eine Bahnverbindung zwischen Salzwedel und Dannenberg zu bauen, gab es bereits 1855. Aus Gardelegen kam das Ansinnen, eine Bahnstrecke Gardelegen–Salzwedel–Lüchow–Dannenberg–Lüneburg zu bauen. Zwanzig Jahre später kam die Idee einer „Süd-Nord-Bahn“ Hof (Saale)–Saalfeld–Eisleben–Gardelegen–Salzwedel–Lüchow–Dannenberg auf. Realisiert wurde keine dieser Verbindungen.
Die spätere Eisenbahnstrecke Salzwedel–Dannenberg bestand aus zwei nacheinander gebauten Strecken, die nicht auf vorherige Vorschläge zurückgingen. Im Jahre 1891 wurde die Stichbahn Salzwedel–Lüchow im Anschluss an die Strecke Oebisfelde–Salzwedel gebaut und eröffnet. 20 Jahre später, im Jahre 1911 folgte als Verlängerung die Nebenbahn Lüchow–Dannenberg.

### Salzwedel–Lüchow (1891)
In den 1860er Jahren wurden zwei Bahnstrecken geplant, die eine Direktverbindung zwischen Berlin und Bremen ermöglichen sollten. In beiden Fällen war ein Streckenverlauf über Lüchow im Gespräch. Die Zweigbahn Wittenberge–Buchholz wurde aber über Dannenberg gebaut und die Strecke Stendal–Langwedel über Salzwedel. Nach der Eröffnung dieser Strecke im April 1873 forderte Lüchow daher den Bau einer Stichbahn von Salzwedel her. Bis zum Baubeginn dieser Stichbahn vergingen noch 18 Jahre. Zuerst wurde von den Preußischen Staatseisenbahnen die 1889 eröffnete Strecke Oebisfelde–Salzwedel gebaut.
Der Bau der Stichbahn nach Lüchow begann 1891. Die Arbeiten auf dem flachen Land gingen schnell voran. Nur zwischen dem späteren Haltepunkt Bürgerholz und Lübbow musste sumpfiges Gelände durchquert werden. Anfang März war die Strecke bis Wustrow fertig gestellt und am 22. April 1891 war bereits Lüchow erreicht. Die Abnahme durch die Landespolizei fand am 28. September 1891 statt, die Eröffnung am 1. Oktober. Der Bahnhof Lübbow wurde allerdings erst später in Betrieb genommen, weil die Gemeinde sich weigerte, die Lieferung der Pflastersteine und die Aufschüttung der Verbindungsstraße zum Bahnhof zu übernehmen. Der Beschluss dazu wurde erst 1892 gefasst, so dass der erste Zug erst acht Monate nach der Eröffnung der Strecke am 1. Mai 1892 in Lübbow hielt.

### Lüchow–Dannenberg (1911)
Als mit dem Bau der Stichbahn Salzwedel–Lüchow begonnen wurde, wurde eine Petition der Dannenberger Kaufmannsinnung nach Berlin geschickt, in der um einen Weiterbau bis Dannenberg gebeten wurde. Dieses Vorhaben wurde vom Dannenberger Magistrat und in Lüchow unterstützt, war aber erfolglos. Die Verlängerung nach Dannenberg wurde erst am 15. Juni 1906 genehmigt. Der damalige Dannenberger Kreistag schloss 1907 einen Vertrag mit der Königlichen Eisenbahndirektion Hannover über den Bau der Nebenbahn Lüchow–Dannenberg ab. Zahlreiche Eigentümer von benötigten Grundstücken mussten enteignet werden. Die Gemeinden, die für den Bau Grundstücke bereitstellen mussten und dafür entschädigt werden sollten, stellten erhebliche finanzielle Forderungen an den Landkreis Dannenberg.
Der Streckenbau selbst bereitete keine Probleme. Mit Ausnahme von Grabow und dem Haltepunkt Schaafhausen, der nur dem Personenverkehr diente, erhielten alle Bahnhöfe feste Rampen für Kopf- und Seitenverladung. Zunächst war unklar, ob der Bahnhof „Lüggau“ auf dem Gebiet der Gemeinde Prisser oder der Stadt Dannenberg entstehen sollte. Der Bahnhof wurde auf Dannenberger Gebiet gebaut und hieß anschließend „Dannenberg West“. Ob die Namensänderung auf die Verlegung auf das Dannenberger Stadtgebiet zurückzuführen ist, ist nicht überliefert. Der bereits bestehende Bahnhof „Dannenberg“ der Zweigbahn Wittenberge–Buchholz wurde in „Dannenberg Ost“ umbenannt.
Die landespolizeiliche Abnahme der Bahnstrecke war am 4. März 1911 abgeschlossen, der planmäßige Verkehr begann am 1. April 1911.

## Betrieb
Lange Zeit war die Jeetzel (Jeetze), die von Hitzacker an der Elbe bis Salzwedel für kleinere Lastkähne schiffbar war, der wichtigste Verkehrsweg für den Warentransport. Der Briefverkehr wurde durch reitende Boten, später durch Postkutschen, die auch Personen beförderten, erledigt. Daneben gab es für den Personenverkehr Privatwagen und für den Warenverkehr Fuhrleute, die beide teilweise regelmäßig verkehrten. Mit Eröffnung der Stichbahn verloren diese Verkehrsverbindungen und Verkehrsmittel im Wesentlichen ihre Bedeutung.

### Salzwedel–Lüchow (1891–1911)
Der fahrplanmäßige Personenverkehr auf der Strecke Salzwedel–Lüchow wurde am 1. Oktober 1891 aufgenommen. Gleichzeitig wurde eine Bahnpostverbindung eingerichtet. Die Stichbahn wurde zwar in Verlängerung der Strecke aus Oebisfelde gebaut, es fand aber kein durchgehender Personenverkehr zwischen Oebisfelde und Lüchow statt.

#### Personenverkehr
Der Personenverkehr ermöglichte eine bessere Anbindung an die Industrie- und Handelsstadt Salzwedel. Dort bestand Anschluss an die als Amerikalinie bekannte Hauptbahn Stendal–Salzwedel–Uelzen–Bremen. Die Fahrzeit Lüchow–Salzwedel verkürzte sich von mindestens zwei Stunden auf etwa 30 Minuten. Salzwedel bot eine bessere medizinische Versorgung, schulische Ausbildung und ein größeres Warenangebot, als es in Lüchow vorhanden war. Besonders der „Dionysiustag“ genannte Markttag sorgte für eine gute Auslastung der Personenzüge. Der Personenverkehr war für die Lüchower dementsprechend bedeutender als für die Salzwedeler Bevölkerung.

#### Güterverkehr
Der Güterverkehr ermöglichte erstmals den schnellen und preisgünstigen Transport von Waren. In Lüchow wurde bereits 1891 eine Bahnspedition eröffnet. Die Viehwirtschaft im ehemaligen Kreis Lüchow erhielt durch den Bahnanschluss neue Absatzmärkte in Hamburg, Hannover und Bremen, weshalb am Lüchower Bahnhof eine Viehhalle und -verladestation gebaut wurden.
Im Kreis Lüchow wurde Ende des 19. Jahrhunderts mit der Suche nach Salzlagerstätten begonnen und bei Wustrow drei Bergwerke errichtet. Der Aufbau der Kaliindustrie erforderte einen großen technischen Aufwand, was ohne Bahnanschluss nur schwer möglich gewesen wäre.
Wustrow war bis Ende des 19. Jahrhunderts nur westlich der Jeetzel bebaut. Nach Eröffnung der Bahnlinie erweiterte sich die Stadt, abgesehen von der Bergarbeitersiedlung in der Rudolphstraße, ausschließlich nach Osten in Richtung Bahnhof, der zu der damaligen Zeit noch außerhalb des Wustrower Gemeindelandes lag.
Lübbow war bis zum Bau der Kleinbahn Lüchow–Schmarsau (später Lüchow–Schmarsauer Eisenbahn) im Jahre 1911 für die Bauern des Lemgow der nächstgelegene Bahnhof mit Güterabfertigung.
In den Kreis Lüchow kamen über die Stichbahn überwiegend Düngemittel, Saatgut und Kohle. Über die Bahnstrecke verließen in erster Linie landwirtschaftliche Produkte und daraus weiterverarbeitete Erzeugnisse den Kreis.

### Salzwedel–Dannenberg (1911–1945)
Nach der Aufnahme des planmäßigen Verkehrs auf der Verlängerung bis Dannenberg Ost am 1. April 1911 bestanden sowohl in Salzwedel als auch in Dannenberg Anschlüsse an überregionale Bahnverbindungen. In Salzwedel an den Fernverkehr Berlin–Bremen, in Dannenberg an die Verbindung Wittenberge–Lüneburg–Buchholz. Die Verkehrszeiten waren auf diese weiterführenden Anschlüsse abgestimmt.
Der durchgehende Bahnverkehr auf der Strecke kam am 11. April 1945 um 20:40 Uhr zum Erliegen. Zu diesem Zeitpunkt prallte ein aus Salzwedel kommender Zug, in dem sich vor anrückenden amerikanischen Truppen flüchtende Soldaten und Angehörige der SS befanden, auf einen in Lübbow wartenden Postzug. Es gab mehrere Tote und Schwerverletzte. Die Strecke wurde vor Ende des Krieges nicht mehr geräumt. Die Jeetzelbrücken in Dannenberg wurden Ende April 1945 vor der kampflosen Übergabe der Stadt an US-amerikanische Truppen gesprengt.

#### Personenverkehr
Im Fahrplan 1912/13 waren fünf Personenzugpaare Salzwedel–Dannenberg und zwei Paare Salzwedel–Lüchow aufgeführt. Nach dem Ersten Weltkrieg verkehrten auf der Kursbuchstrecke (KBS) 117A Salzwedel–Lüchow–Dannenberg nur noch zwei Personenzugpaare Salzwedel–Dannenberg und werktags ein Paar Salzwedel–Lüchow. Die Verbindungen zwischen Salzwedel und Dannenberg erreichten anschließend wieder das Vorkriegsniveau, die Züge Salzwedel–Lüchow fielen hingegen weg. In den 1930er und 40er Jahren wurde die Strecke in den Kursbuchstrecken 187d, 186f und 209d Oebisfelde–Salzwedel–Dannenberg mit werktags vier und sonntags einem Personenzugpaar geführt, wobei während des Zweiten Weltkrieges werktags ein Zugpaar wegfiel. Der Verkehr auf den Strecken war aber weiterhin in die Verbindungen Oebisfelde–Salzwedel und Salzwedel–Dannenberg getrennt.

#### Güterverkehr
Die Bergbaugesellschaft Teutonia förderte und verarbeitete zwischen 1908 und 1926 Düngesalze bei Schreyahn in der Nähe von Wustrow. Eine Werksbahn verband das Kaliwerk mit dem Bahnhof Wustrow. Die Kalifracht wurde zur Übergabe in den Staatsbahnhof Wustrow transportiert und von dort weiter nach Dömitz an der Elbe. Dort erfolgte die Umladung auf Binnenschiffe, die den Weitertransport nach Hamburg übernahmen.
Nach Einstellung der Förderung löste Kies aus den Kiesgruben bei Lübbow das Salz als wichtiges Transportgut ab. Vor allem in den Jahren 1935 bis 1940 wurde der Kies zu vielen Staatsbauten im ganzen Deutschen Reich transportiert.
In den 1930er-Jahren verkehrten planmäßig zwei Güterzüge werktäglich zwischen Salzwedel und Dannenberg.

### (Lübbow–)Wustrow–Dannenberg (1945–1997)

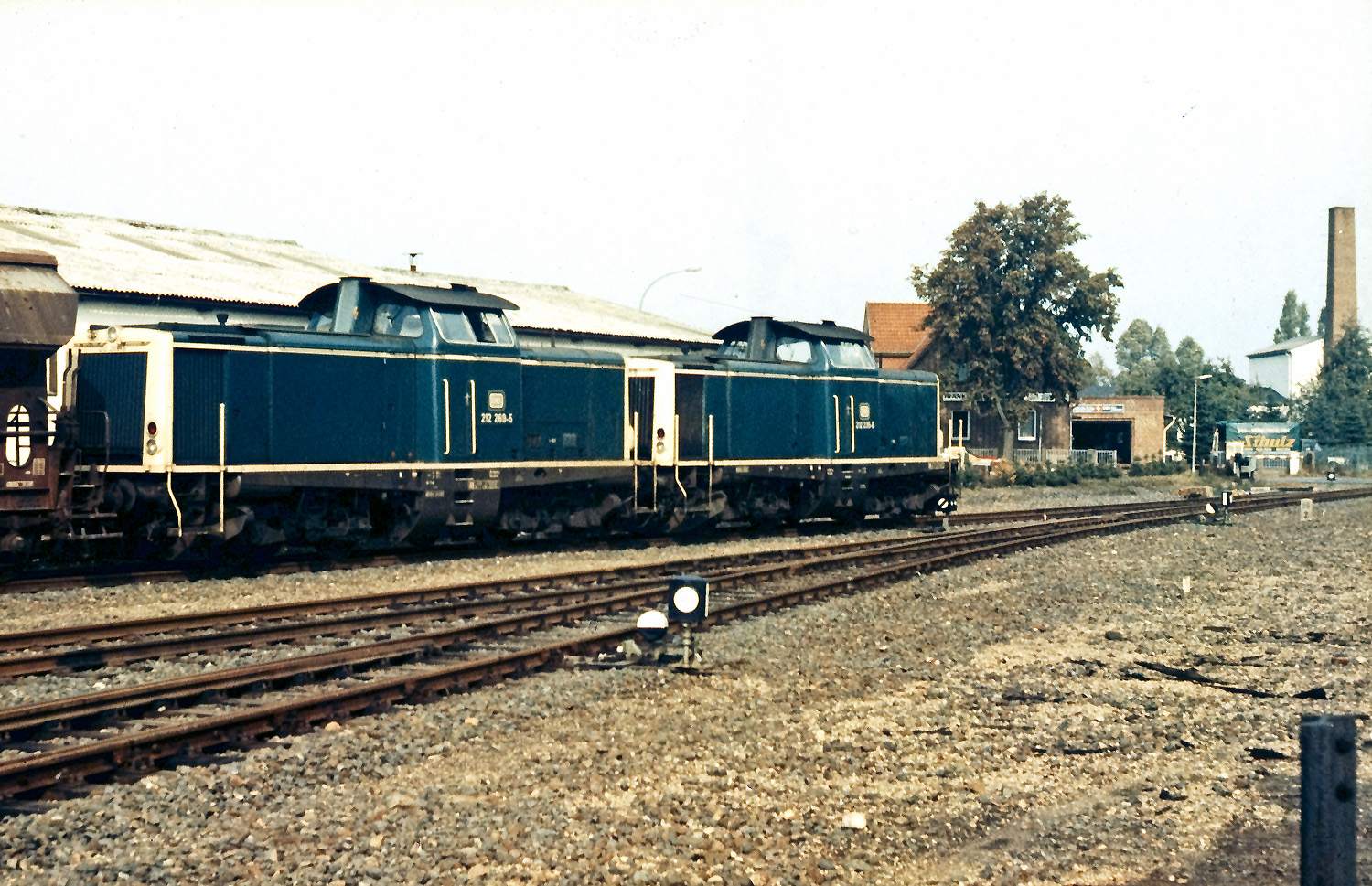
Zwei Diesellokomotiven der Baureihe 212 in Doppeltraktion verlassen am 4. Oktober 1983 mit einem Güterzug den Bahnhof Lüchow.

Nach dem Zweiten Weltkrieg wurde der Verkehr zwischen Salzwedel und Lübbow offiziell nicht wieder aufgenommen. Salzwedel lag dicht an der Grenze und der Haltepunkt Bürgerholz war nur unbedeutend. Es verkehrten ab Ende Juni 1945 aber für kurze Zeit sogenannte „Kartoffelzüge“, die nach Bedarf die Strecke Uelzen–Salzwedel–Lüchow–Dannenberg–Uelzen befuhren, Kartoffeln für die Großstädte transportierten und auch Personen beförderten.
Der Bahnpostdienst wurde am 7. Oktober 1946 wieder aufgenommen, allerdings nur bis zum 1. November 1950. An dem Tag erfolgte die Einstellung auf allen Strecken im Landkreis Lüchow-Dannenberg.
Die Stilllegung der Strecke zwischen Lübbow und Wustrow erfolgte am 23. Mai 1971. Der fünf Kilometer lange Abschnitt zwischen Lüchow und Wustrow wurde am 1. September 1996 bis zum Anschluss der Lüchow-Schmarsauer Eisenbahn stillgelegt. Zum 30. Dezember 1997 wurde der Verkehr auf der Strecke von der Deutschen Bahn vollständig eingestellt.
Die Schließung der Lücke Salzwedel–Wustrow ist in den Landes-Raumordnungsprogrammen, die in den 1990er Jahren in Sachsen-Anhalt und Niedersachsen verabschiedet wurden und auch 2007 noch gültig sind, vorgesehen. Im Entwurf der grundlegenden Novellierung des Landes-Raumordnungsprogramms Niedersachsen ist die Bahnstrecke nicht mehr aufgeführt, weil eine überregionale Bedeutung fehlt.

#### Personenverkehr
Der Verkehr auf der Strecke wurde offiziell wieder am 4. Juli 1945 aufgenommen. Zweimal wöchentlich, mittwochs und sonntags, verkehrte ein Personenzugpaar zwischen Lüchow und Dannenberg. Nach der Wiederherstellung der Jeetzelbrücke zwischen den Dannenberger Bahnhöfen war ab dem 20. April 1946 ein weiterführender Verkehr über Dannenberg hinaus möglich. Ab diesem Tag verkehrte täglich ein Personenzugpaar bis nach Uelzen.
Nach der offiziellen Wiederaufnahme des Personenverkehrs hatte die Strecke für kurze Zeit ihre größte Bedeutung. Der Fahrplan 1947/48 wies noch die Verbindung Salzwedel–Dannenberg aus, die anfangs drei Personenzugpaare verkehrten aber morgens, mittags und abends ausschließlich zwischen Lübbow und Dannenberg. Der Bahnhof Lübbow lag direkt an der Zonengrenze und die Bahnverbindung wurde von Grenzgängern, Flüchtlingen und Hamsterern viel genutzt. In Lübbow wurde mit dem Fahrkartenverkauf oftmals ein Tagesumsatz von über 20.000 Reichsmark erzielt und im Sommer 1947 wurden einmal an nur einem Tag über 12.000 Fahrkarten verkauft. Mit der Währungsreform und der Einführung der D-Mark im Juni 1948 nahm die Zahl der Fahrgäste und damit die Bedeutung der Strecke und vor allem des Bahnhofes Lübbow schlagartig deutlich ab.
In den 1950er Jahren verkehrten auf der Kursbuchstrecke 109h ab Lübbow täglich drei Zugpaare bis Dannenberg. Ein Zugpaar bediente alle Haltestellen, die anderen beiden nur die Bahnhöfe. Hinzu kamen werktags jeweils eine Direktverbindung Lübbow–Uelzen–Bremerhaven und Lübbow–Uelzen–Bremen mit Halt in Wustrow, Lüchow, Jameln, Dannenberg West und Ost, sowie werktags zwei und sonntags eine Verbindung Lüchow–Dannenberg mit Halt nur an den Bahnhöfen. Die Attraktivität des schienengebundenen Personenverkehrs ab Lübbow nahm trotzdem immer weiter ab, so dass er am 22. Mai 1955 eingestellt wurde. Der letzte Triebwagen verließ Lübbow am 21. Mai um 13:53 Uhr. Lübbow und Wustrow wurden fortan nur noch im Schienenersatzverkehr bedient.
Der Reiseverkehr wurde gegen Ende der 1950er Jahre wegen weiter abnehmender Auslastung und vor allem aufgrund des schlechten Streckenzustandes immer stärker reduziert. 1958 war im Fahrplan nur noch eine Zugverbindung aufgeführt. Am 4. Juli 1960 wurde der Schienen-Personenverkehr auf der Strecke völlig eingestellt. Eine Übernahme des Verkehrs durch die Lüchow-Schmarsauer Eisenbahn und die Osthannoverschen Eisenbahnen (OHE) scheiterte. Die Strecke wurde aber aus Mitteln der Zonenrandförderung saniert und der subventionierte Betrieb am 21. August 1965 wieder aufgenommen. Werktags verkehrten fünf und sonntags zwei Schienenbuspaare zwischen Dannenberg und Lüchow. Haltestellen an der Strecke waren die Bahnhöfe Dannenberg West, Jameln, Grabow und Gollau. Die Haltepunkte wurden nur noch im Schienenersatzverkehr angefahren. Die endgültige Einstellung des Personenverkehrs auf der damaligen Kursbuchstrecke 152 erfolgte knapp zehn Jahre später am 31. Mai 1975.
Gegenwärtig wird der Personenverkehr zwischen Salzwedel und Dannenberg von der Regionalbus Braunschweig mit drei Buslinien ausgeführt. Die Strecke Lüchow–Wustrow–Lübbow–Salzwedel wird von den Linien 1937 und 1945 befahren. Der öffentliche Personennahverkehr zwischen Lüchow und Dannenberg ist Teil der Linie 304 Lüneburg–Lüchow.

#### Güterverkehr
Der Güterverkehr zwischen Lübbow und Wustrow wurde bis zur Streckenstilllegung auf diesem Abschnitt im Jahre 1971 aufrechterhalten, um das Lübbower Kieswerk bedienen zu können. Der Verkehr lief in den 1970er und 1980er Jahren wie folgt ab. Ein mit einer Diesellokomotive der Baureihe 212 bespannter Zug kam morgens aus Lüneburg, fuhr vormittags über Dannenberg Ost weiter nach Lüchow, gegebenenfalls auch nach Wustrow, und bediente alle Bahnhöfe auf der Strecke. Anschließend ging es zurück über Dannenberg Ost nach Uelzen. Während der Zuckerrüben- und Getreidekampagne verkehrte nachmittags ein weiterer mit der Baureihe 212 bespannter Güterzug auf der Strecke. Ansonsten erfolgten die Nachmittagsfahrten mit einer in Dannenberg Ost stationierten Kleinlokomotive.
In den 1980er Jahren ging das Güteraufkommen auf der Strecke stark zurück. Ab 1988 begann die Stilllegung einzelner Tarifpunkte auf der Strecke. 1988 wurde Dannenberg West stillgelegt, 1989 folgte Gollau. Zum Jahreswechsel 1988/89 wurde der planmäßige Güterverkehr zwischen Uelzen und Dannenberg eingestellt, so dass die Züge fortan nur noch zwischen Lüneburg und Wustrow verkehrten. Anfang der 1990er Jahre ging der Getreidetransport fast völlig zurück. Nach der bundesweiten Kündigung des Ausnahmetarifs für Zuckerrüben durch die Deutsche Bahn nach der Kampagne 1992 fiel auch der Transport von Zuckerrüben weg.
Der Güterverkehr von Lüchow bis Wustrow wurde bis zum 31. Dezember 1995, von Dannenberg bis Lüchow bis Ende 1997 aufrechterhalten. Die Anlieferung von Rundstahl für ein Werk des schwedischen Kugellagerherstellers SKF in Lüchow erfolgt weiterhin per Bahn, allerdings nach Salzwedel. Der Transport aller anderen Güter wurde auf die Straße verlagert.
Die wichtigsten Güter, die von 1945 bis 1997 auf dieser Strecke transportiert wurden und den Landkreis Lüchow-Dannenberg verließen, waren vor allem Getreide und Zuckerrüben, Holz und in geringem Umfang Industriegüter. Nach Lüchow und Wustrow gelangten hauptsächlich Stahl für das SKF-Werk, Kunstdünger, Bau- und Brennstoffe.

### Jeetzeltalbahn (seit 2001)

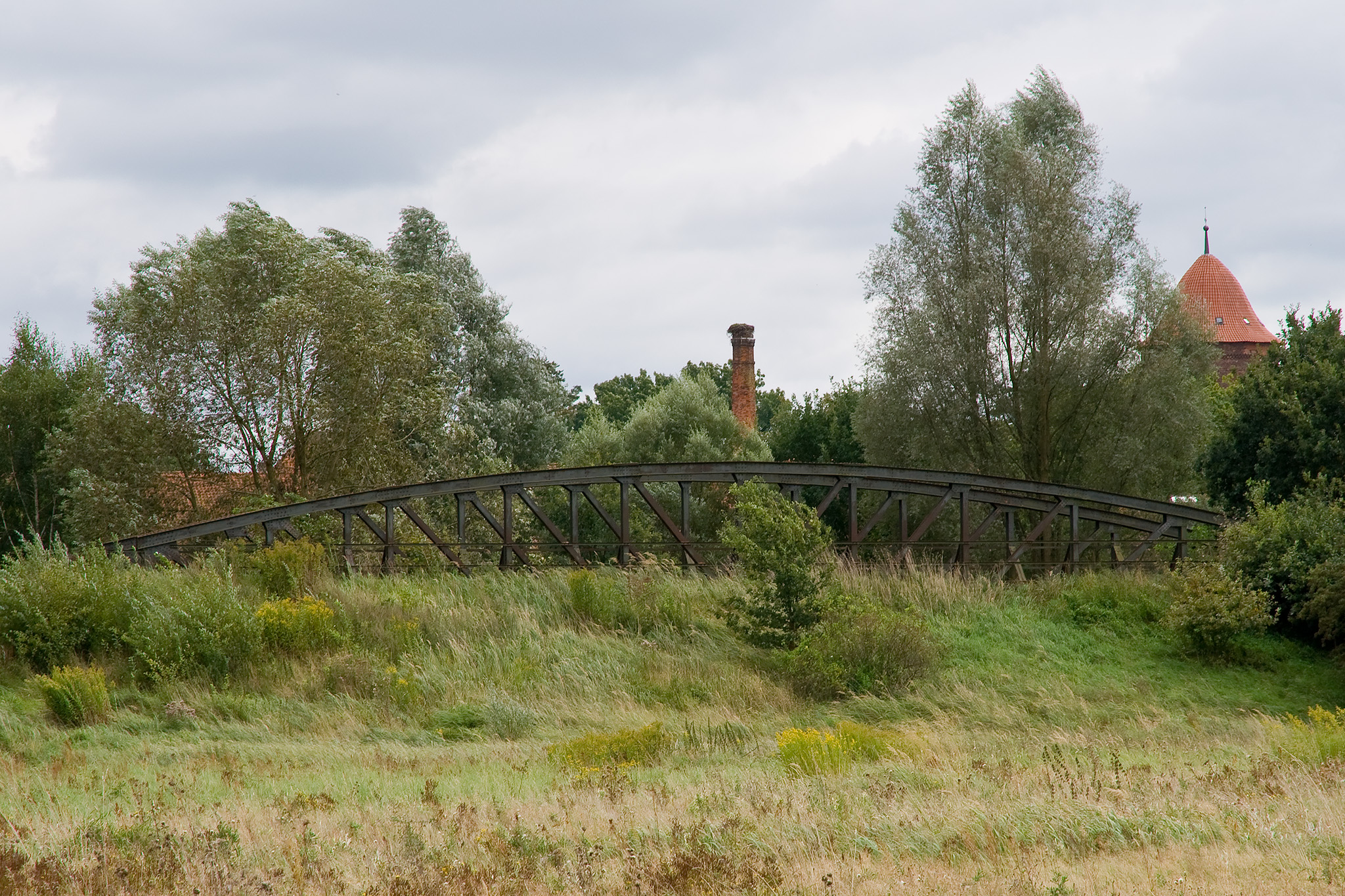
„Blindbrücke“ auf dem Bahndamm in Dannenberg.

Die verbliebene Strecke Dannenberg–Wustrow wird Jeetzeltalbahn genannt und befindet sich im Besitz der Deutschen Regionaleisenbahn GmbH (DRE). Am 30. Oktober 2001 übernahm die DRE die Strecke Dannenberg Ost–Lüchow von der Deutschen Bahn, bereits Ende 2005 sollte der Abschnitt bis Wustrow folgen. Bis Februar 2016 war jedoch der Verkauf nicht erfolgt.
Bereits 1999 wurde gemeinsam mit dem Landkreis Lüchow-Dannenberg eine Konzeption zur Entwicklung der Strecke Dannenberg–Lüchow–Wustrow erstellt. Die Wiederaufnahme des fahrplanmäßigen ganzjährigen Verkehrs scheiterte an unterschiedlichen Rahmenbedingungen der beiden Beteiligten. Während der Schienenverkehr für die DRE wirtschaftlich tragfähig sein muss, dürfen dem Landkreis Lüchow-Dannenberg insgesamt keine Mehrkosten gegenüber dem bisherigen öffentlichen Personennahverkehr zwischen Dannenberg und Lüchow entstehen. Nach Angaben der DRE war der 2005 auf der Strecke durchgeführte Verkehr nicht kostendeckend.

#### Streckenbeschreibung
Die Jeetzeltalbahn zweigt in Dannenberg von der Bahnstrecke Wittenberge–Buchholz in Höhe des Stellwerks Df am Bahnübergang der Kreisstraße 13 (K 13) nach Damnatz ab. Die DRE besitzt im Bahnhof keine eigene Infrastruktur. Am anderen Endpunkt der Strecke in Wustrow wurde 2020 ein Flurstück von Bahnbetriebszwecken freigestellt, wodurch sie dort bei Streckenkilometer 10,9 am nördlichen Ende des ehemaligen Bahnhofs endet. Sämtliche Bahnhofsgebäude an der Strecke wurden bereits zu Zeiten der Deutschen Bahn verkauft und werden überwiegend als Wohnhäuser genutzt. In Lüchow ist noch ein Nebengleis vorhanden. In Dannenberg wurde der Haltepunkt Dannenberg Mitte geschaffen und der Haltepunkt Dannenberg West an den Bahnübergang der B 216 verlegt. Beide Haltepunkte bestehen aus kurzen, aufgeschütteten Bahnsteigen. Die Anlagen an den technisch gesicherten Bahnübergängen sind außer Betrieb, die Bahnübergänge werden bei Bedarf von Hand gesichert.

#### Betrieb
Auf der Strecke fand seit der Übernahme gelegentlicher Personenverkehr statt. Erstmals verkehrte am 1. Februar 2003 sechsmal der „Heide-Express“ der Arbeitsgemeinschaft Verkehrsfreunde Lüneburg e. V. (AVL) zwischen Dannenberg und Lüchow. An einigen Tagen im September 2004 fand ein „Stadtbahnverkehr“ zwischen beiden Dannenberger Bahnhöfen statt. Ende des gleichen Jahres folgten Sonderfahrten anlässlich besonderer Ereignisse an der Strecke. Der Güterverkehr wurde nicht wieder aufgenommen.
Zwischen dem 12. März und 10. Dezember 2005 fuhren an einigen Wochenenden wieder Personenzüge zwischen Dannenberg und Lüchow. Die Strecke wird seitdem als Kursbuchstrecke 113 im Kursbuch der Deutschen Bahn geführt. An jeweils zwei Wochenenden eines Monats mit Ausnahme September, im März an drei, verkehrten zwischen Dannenberg und Lüchow an Samstagen sechs und an Sonntagen vier Personenzugpaare. Haltestellen zwischen Dannenberg Ost und Lüchow waren Dannenberg Mitte, Dannenberg West, Jameln, Grabow und Gollau. An den ersten beiden Septemberwochenenden fand samstags und sonntags während der City-Offensive Dannenberg ein Pendelverkehr im Halbstundentakt zwischen Dannenberg Ost und Prisser statt, von denen zwei Zugpaare bis Lüchow weitergeführt wurden.
Eine Fortsetzung des regelmäßigen Verkehrs in den Folgejahren und eine Ausdehnung bis Wustrow erfolgten nicht. Allerdings wurden anlässlich des 100-jährigen Bestehens der Strecke am 17./18. September 2011 Sonderfahrten zwischen Dannenberg Ost und Lüchow im Zweistundentakt durchgeführt. Die Befahrung der Strecke war wegen zweier beschädigter „Blindbrücken“, die in Dannenberg auf dem Bahndamm auflagen, von Anfang 2006 bis 2011 nicht möglich.
Auf Initiative des Fahrgast-Rates Wendland e. V. fanden in den Jahren 2012 und 2013 einige öffentliche Sonderfahrten statt. An drei Wochenenden 2012 (31. März und 1. April, 12./13. Mai und 8./9. Dezember) sowie am 26. Mai und 6. Oktober 2013 pendelte ein Triebwagen der Baureihe 628 der Elbe-Weser-Verkehrsbetriebe EVB aus Bremervörde zwischen Dannenberg Ost und Lüchow. 2012 wurde der Triebwagen als Leerfahrt von Bremervörde nach Dannenberg überführt. 2013 starteten und endeten die jeweils ersten und letzten Züge der Pendelfahrten im Bahnhof Hamburg-Harburg, sodass an den zwei Tagen ein Zugpaar zwischen Hamburg und Lüchow mit zusätzlichen Halten in Lüneburg und Hitzacker verkehrte. Daneben befuhr im Rahmen einer privaten Charterfahrt eine Doppeltraktion aus zwei 628er der EVB am 7. Juli 2012 die Strecke zwischen Dannenberg Ost und Platenlaase.
Zum Fahrplanwechsel 2014/2015 übernahm erixx aus Soltau den Verkehr auf der benachbarten Wendlandbahn. Am Sonntag, 5. Oktober 2014 befuhr aus diesem Anlass ein LINT 54 (622 204/622 704) die Wendland- und die Jeetzeltalbahn. Der Triebwagen startete die Fahrt um 10.20 Uhr in Lüneburg und pendelte zwischen 11.30 Uhr und 19 Uhr dreimal zwischen Dannenberg Ost und Lüchow. Die Züge waren gut besucht, da am selben Tag in Lüchow ein verkaufsoffener Sonntag und in Dannenberg ein Mobilitätsfest stattfand. Die Mitfahrt war für alle Fahrgäste kostenlos.

### Stilllegung
Ende Februar 2019 schrieb die Deutsche Regionaleisenbahn die Bahnstrecke zur Übernahme durch andere Unternehmen aus. Sie sei für die DRE nicht mehr wirtschaftlich zu betreiben. Die jährlichen Ausgaben für die Instandhaltung der Strecke beliefen sich nach Angabe der DRE auf etwa 100.000 €. Die Kosten für den Infrastrukturanschluss an das Netz der Deutschen Bahn im Bahnhof Dannenberg Ost wurden mit 3.450,37 € angegeben. Diesen Ausgaben stünden keine Einnahmen aus der Nutzung der Bahnstrecke gegenüber. Darüber hinaus seien weitere Investitionen in die Infrastruktur notwendig. Die Gesamtinvestitionen für den Zeitraum von 2019 bis 2024 wurden auf ca. 2,853 Mio. €, verteilt auf 1,4 Mio. € für Bahnübergänge, 1,003 Mio.
 € für Ingenieurbauwerke (Brücken), 150.000 € für den Oberbau und 300.000 € für Bahnsteige, beziffert. Die Strecke wurde nicht an ein anderes Unternehmen abgegeben und ist stillgelegt.
Bei einer Sanierung der Gleisanlagen des Bahnhofs Dannenberg Ost wurden die Einfahrweiche aus Richtung Salzwedel entfernt. Zwischen dem 06. Juni und dem 16. Juni 2025 wurden im Bahnhof Dannenberg Ost die Weichen 29 und 47 ausgetauscht, das Gleis 1 komplett erneuert. Des Weiteren wurden die Weichen 49 und 51 ausgebaut. Durch den Ausbau der Weiche 51 ist die Strecke von Dannenberg Ost nach Lüchow nun abgeschnitten, im Jahr 2014 fuhr letztmalig ein Zug von Erixx auf der Strecke bis nach Lüchow.
Im Mai 2025 war der Ausbau der Weiche Thema beim Landkreis Lüchow-Dannenberg: Die Landrätin Dagmar Schulz appellierte in einem Schreiben an DB InfraGO die Anbindung der Jeetzeltalbahn an die Wendlandbahn zu erhalten. In einem Antwortschreiben antwortet DB InfraGO wie folgt: Im Falle einer Reaktivierung der Strecke Dannenberg – Lüchow – Wüstrow kann die Weichenverbindung nach Anmeldung durch die DRE zukünftig wiederhergestellt werden. Für Kostentragung der Herstellung einer solchen Anschlussweiche sieht der Gesetzgeber gemäß §13 AEG einen Teilungsschlüssel (50/50) vor.

## Anschlussbahnen und Gleisanschlüsse
Von der Strecke Salzwedel–Dannenberg zweigten zwei Bahnstrecken und eine Anschlussbahn ab, die bereits stillgelegt oder schon entwidmet sind. An der Strecke befanden sich seit 1891 insgesamt zehn Gleisanschlüsse, von denen einer noch vorhanden ist.

### Lübbow
Westlich des Bahnhofs zweigte von 1910 bis 1968 bei Streckenkilometer 7,2 der Gleisanschluss eines Kieswerks ab. Der Kies wurde unter anderem für den Bau der Verlängerung nach Dannenberg verwendet.

### Wustrow
In Wustrow war ein Anschlussgleis für ein 1866 zur Pferdezucht in Königshorst eingerichtetes Königlich-preußisches Remontedepot vorhanden. Nach dem Rückbau des Streckenabschnitts zwischen Lübbow und Wustrow endete das Gleis südlich der Landesstraße 262 ungefähr bei Streckenkilometer 10,3 in Höhe eines Werkes der Küster Holding und wurde dort bis zur Einstellung des Güterverkehrs nach Wustrow als Ladegleis genutzt.

#### Kalibahn Wustrow–Schreyahn
Westlich von Wustrow befanden sich umfangreiche Salzvorkommen, deren Förderung einen wirtschaftlichen Erfolg versprach. 1905 begann die Bergbaugesellschaft Teutonia aus Hannover mit dem Abteufen des Schachtes „Rudolph“ bei Schreyahn. Die Förderung begann 1908. Im Jahre 1909 folgte im Luckauer Holz ebenfalls westlich von Wustrow die Schachtanlage „Wendland“. Zeitgleich mit den Arbeiten am Schacht „Rudolph“ wurde mit den Vorarbeiten für einen Anschluss an die Strecke Salzwedel–Lüchow begonnen. Die Grubenanschlussbahn hatte eine Länge von fünf Kilometern und zweigte südlich des Bahnhofs etwa bei km 10,2 von der Bahnstrecke ab. Sie verlief kurz nach Süden und anschließend westwärts an der Bergarbeitersiedlung in der Wustrower Rudolphstraße vorbei, über die Wustrower Dumme bis zum Schacht „Rudolph“ südöstlich von Schreyahn.
Die Bergwerke wurden 1922/23 und 1926 stillgelegt und bis 1928 vollständig abgebaut. Das 25 Hektar große Gelände des Schachtes „Rudolph“ ist seit 1968 ein unter Naturschutz stehendes Salzfloragebiet und noch gut an drei kleinen Erhebungen aus Kali-Abraum und einem runden Schachtsee erkennbar. Auf dem ehemaligen Bahndamm verläuft jetzt eine Straße, deren Name „Kalibahndamm“ noch an die Bahn erinnert.

### Lüchow
In Lüchow verfügten in der Vorkriegszeit eine Holzgroßhandlung, die auch einen Anschluss an die Gleise der Lüchow–Schmarsauer Eisenbahn hatte, und eine Kornbrennerei über einen Gleisanschluss. Das Gleis zur Holzhandlung zweigte etwa in Höhe des Bahnhofsgebäudes vom Ladegleis ab und kreuzte die Ladestraße. Der Anschluss existierte bis in die 1950er Jahre. Eine zum AVEBE-Konzern gehörende und in den 1980er Jahren gebaute Stärkefabrik verfügt noch über einen Gleisanschluss. Der Anschluss diente nur zum Abtransport der Kartoffelstärke, die Anlieferung der Kartoffeln erfolgte nicht per Bahn.

#### Lüchow–Schmarsauer Eisenbahn
Zwischen 1911 und 1969 betrieb die Lüchow-Schmarsauer Eisenbahn (LSE) die Bahnstrecke Lüchow–Schmarsau und hatte in Lüchow einen Anschluss an die Bahnstrecke Salzwedel–Dannenberg. Die Personenzüge der LSE verkehrten bis zum Bahnhof Lüchow Süd, so dass keine durchgehende Verbindung zum Staatsbahnhof Lüchow bestand. Die Fahrgäste mussten den Weg zwischen den Bahnhöfen zu Fuß zurücklegen.
Die Lüchow-Schmarsauer Eisenbahn bediente auf ihren Gleisanlagen am Kleinbahnhof die Bahnanschlüsse einer Baustoffhandlung, eines Landhandels, der bereits genannten Holzgroßhandlung und einer landwirtschaftlichen Genossenschaft. Der Güterzustellbetrieb zur LSE wurde bis zur Einstellung des Verkehrs auf der Strecke Dannenberg–Lüchow aufrechterhalten. Von den Übergabegleisen der LSE sind nur noch wenige Meter und die erste Weiche vorhanden. An dieser Weiche endet zurzeit die im Betrieb befindliche Strecke der Jeetzeltalbahn.

### Jameln

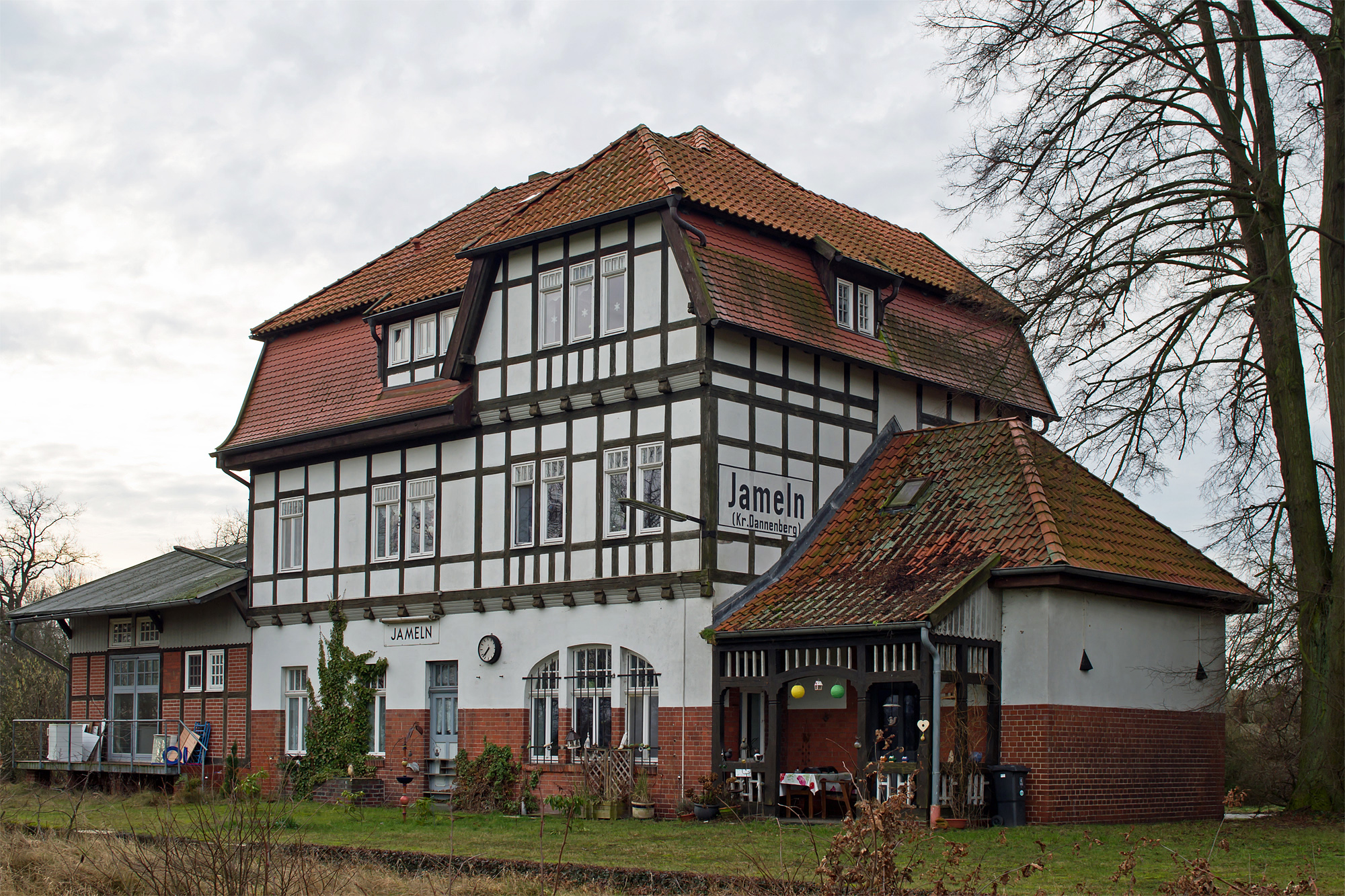
Gebäude des ehem. Bahnhofs Jameln

Das ehemalige Kreuzungsgleis (Gleis 2) wurde an der nördlichen Bahnhofseinfahrt vom Durchgangsgleis getrennt und bis zur Einstellung des Betriebes durch die Deutsche Bahn von der örtlichen Raiffeisen-Warengenossenschaft betrieben.

## Fahrzeugeinsatz

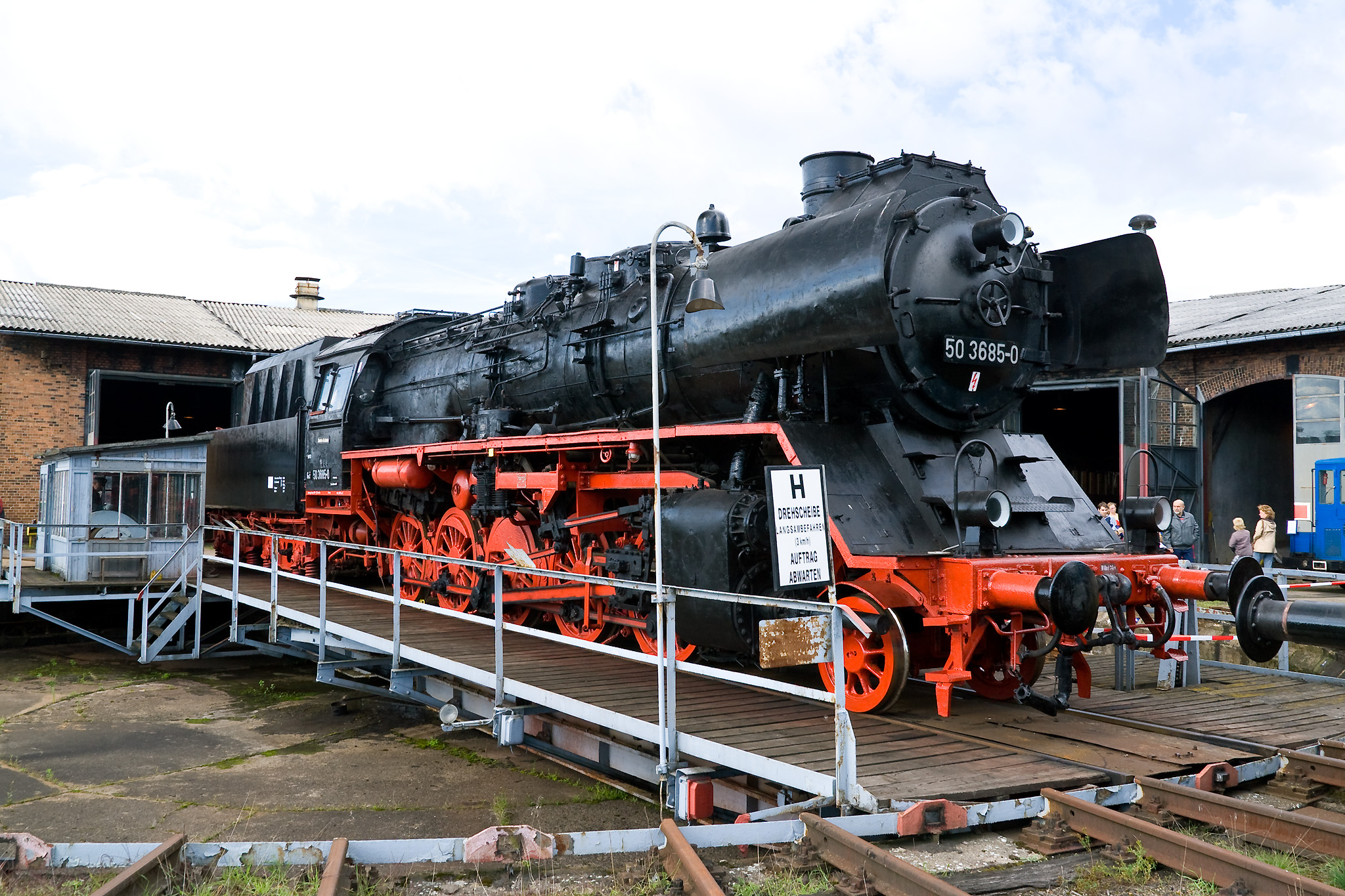
Einheits-Güterzuglokomotive Baureihe 50 auf der Drehscheibe im Bw Salzwedel

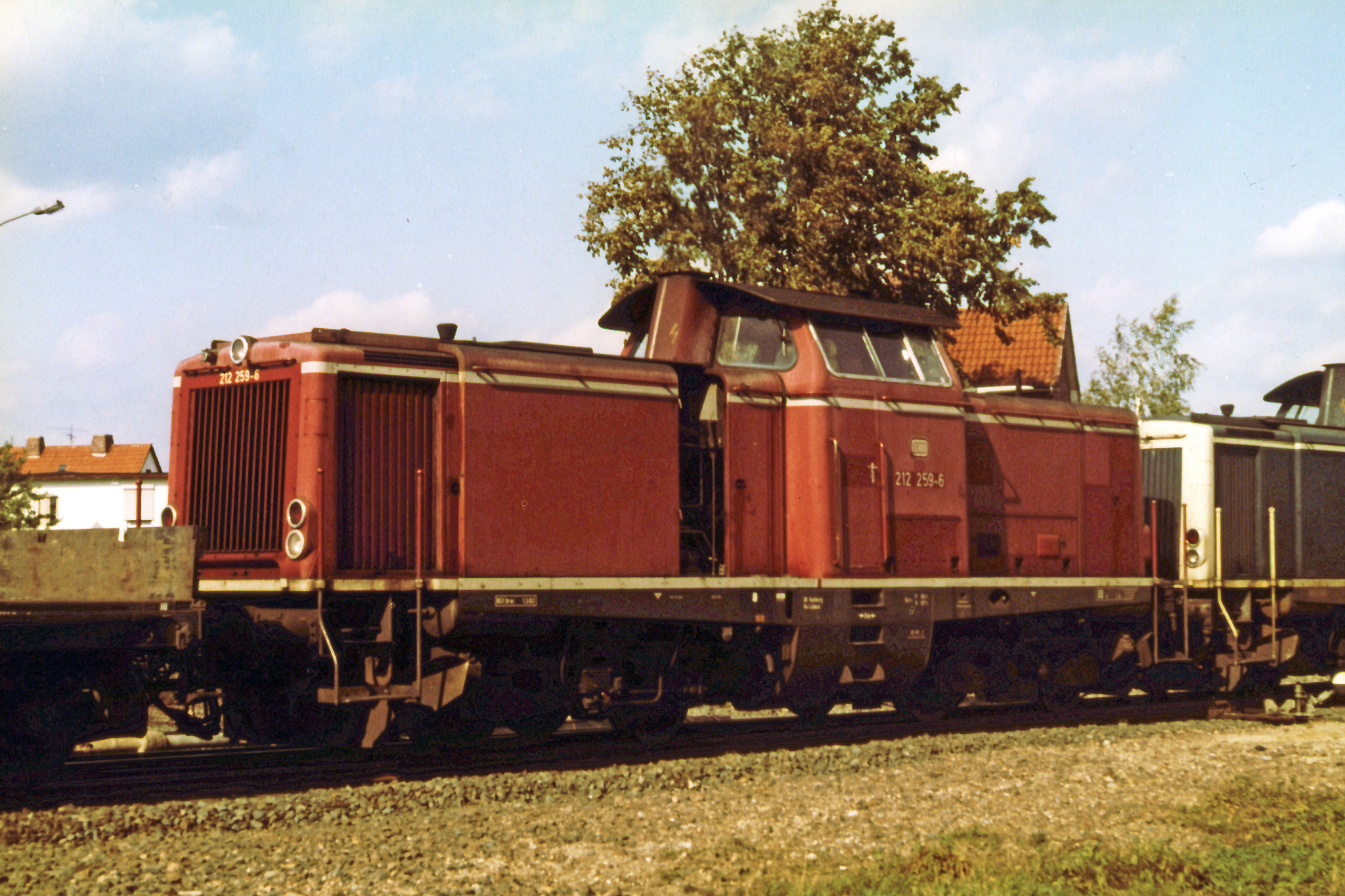
Eine Diesellok Baureihe 212 rangiert in Lüchow

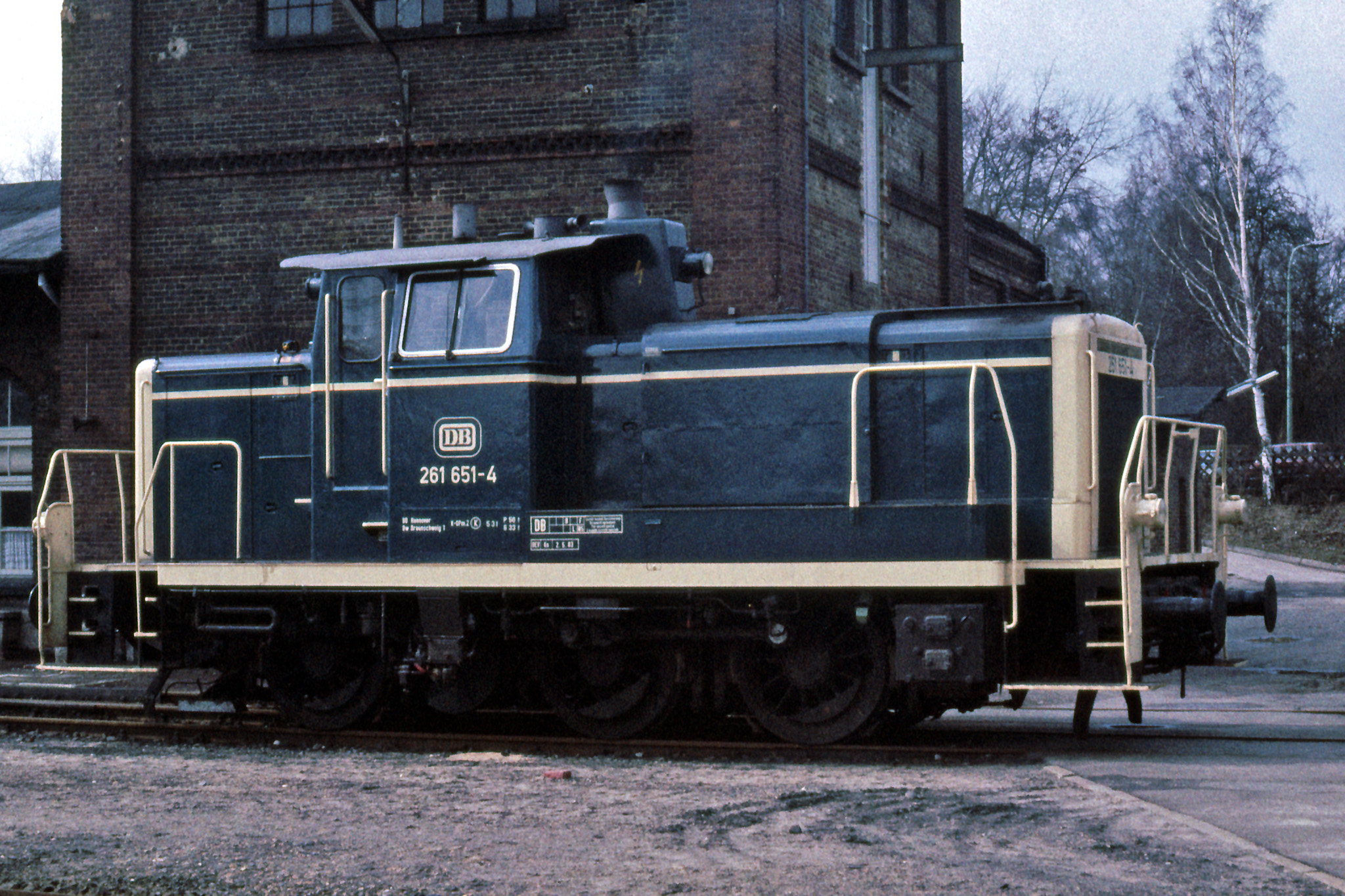
Eine Lok der Baureihe 261 im ehemaligen Bw Uelzen

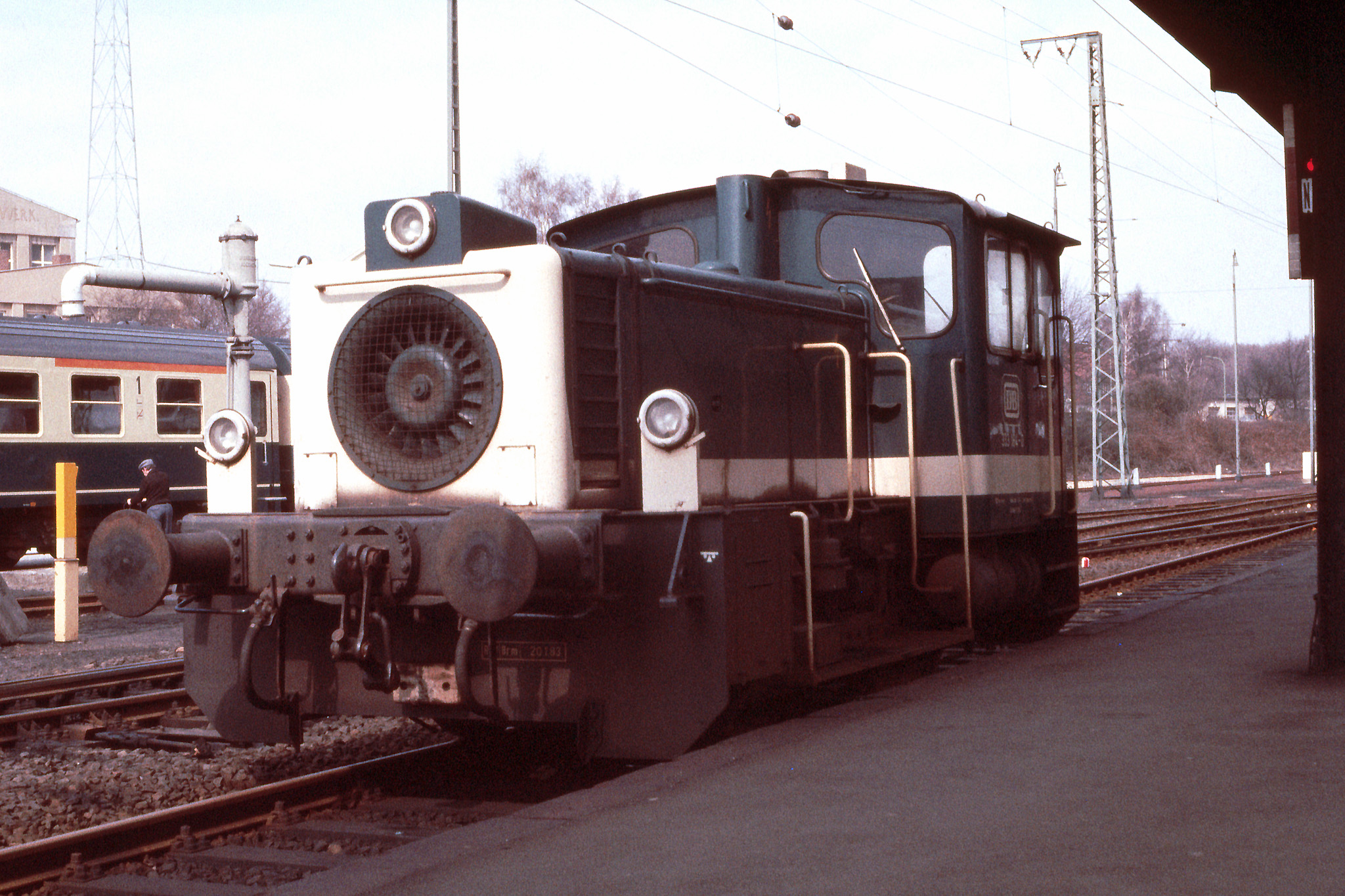
Kleinlokomotive Baureihe 333 in Uelzen

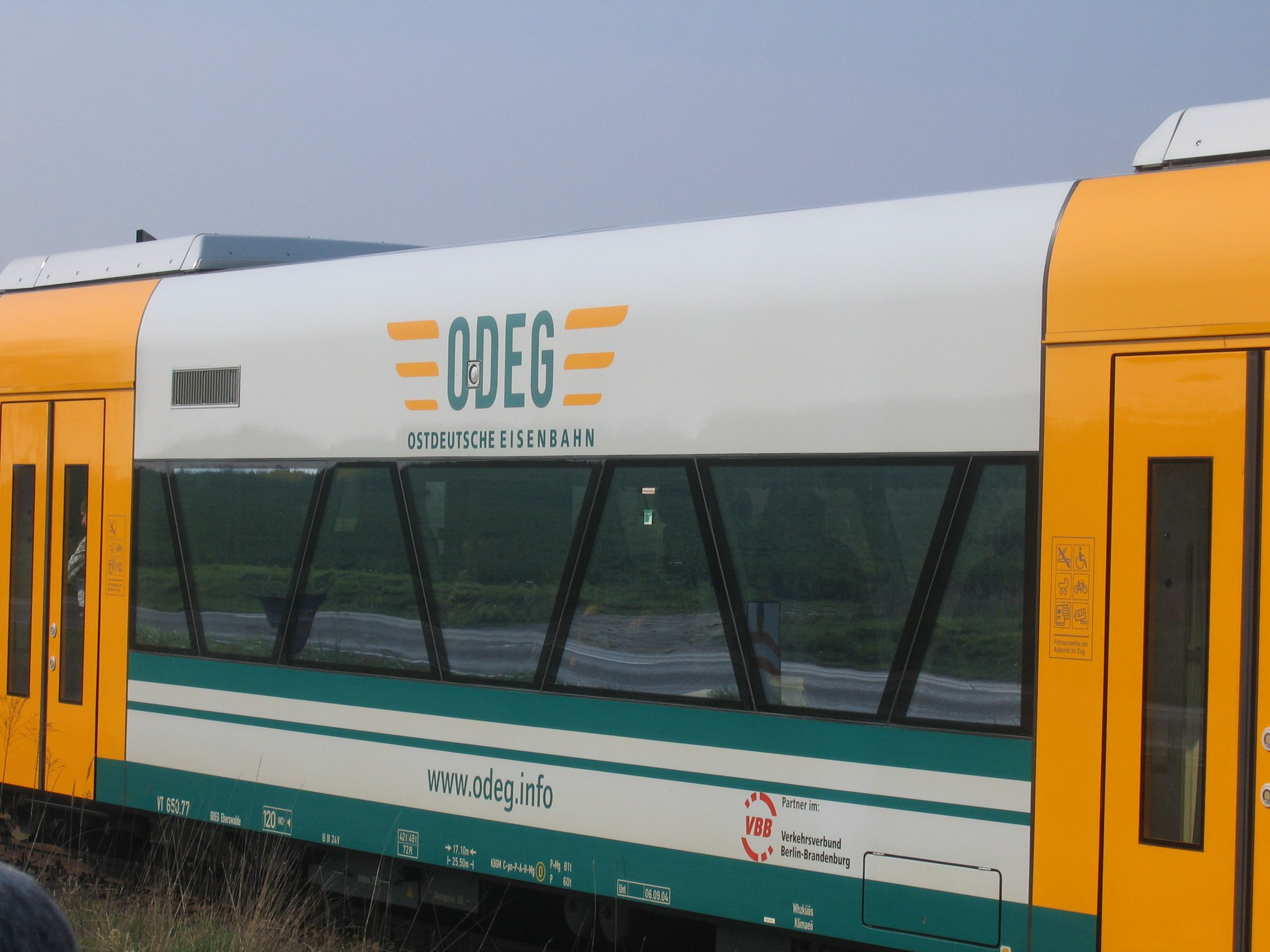
Regio-Shuttle Baureihe 650 der ODEG

An der Strecke befand sich das Bahnbetriebswerk (Bw) Salzwedel. Die weiteren Betriebswerke der näheren Umgebung waren Uelzen und Lüneburg. Deshalb kann angenommen werden, dass die auf der Strecke verkehrenden Fahrzeuge vornehmlich in diesen drei Betriebswerken stationiert waren.
Der Eröffnungszug auf der Stichbahn Salzwedel–Lüchow wurde von einer Dampflokomotive der preußischen Baureihe G 2 gezogen. Bei der Eröffnung der Verlängerung nach Dannenberg kam eine preußische S 1 zum Einsatz. Bis 1945 sind im Weiteren Fahrten der Reichsbahn-Baureihen 54.8–12 und 54.10 dokumentiert. In der Nachkriegszeit ist der Einsatz der Baureihe 38.10–40 und Baureihe 64 belegt.
Mit Beginn des Winterfahrplans 1952/53 erfolgte eine schrittweise Ablösung der dampflokbespannten Personenzüge durch Uerdinger Schienenbusse VT 95. In Dannenberg waren bis zur Einstellung des Personenverkehrs auf der Strecke zwei Schienenbusse dieses Typs stationiert.
Im Güterverkehr wurden bis zum Ende des Sommerfahrplans 1974 Dampfloks der Baureihe 50 eingesetzt, die von Diesellokomotiven der Baureihe 212 aus dem Betriebswerk Lübeck abgelöst wurden. Die Baureihe 212 fuhr während der Zuckerrüben- und Getreidekampagne gelegentlich in Doppeltraktion. Anfang der 1970er Jahre wurde im Güterverkehr auf der Strecke auch die Baureihe 261 eingesetzt. Für Übergabefahrten und die kundengerechte Bedienung von Gleisanschlüssen war in Dannenberg Ost in den 1970er Jahren bis Anfang der 1990er Jahre eine Kleinlokomotive Baureihe 332 oder 333 stationiert.
Die Deutsche Regionaleisenbahn setzte für die ersten Fahrten auf der Strecke mit dem „Heide-Express“ eine MaK-Stangenlokomotive Typ 600 D ein. Mit einem Leihfahrzeug Baureihe 650 der Ostdeutschen Eisenbahn GmbH (ODEG) wurden im Jahre 2004 zu besonderen Anlässen Sonderfahrten auf der Strecke und ein gelegentlicher Pendelverkehr zwischen den Dannenberger Bahnhöfen durchgeführt. Während des fahrplanmäßigen Personenverkehrs 2005 wurden Schienenbusse Baureihe 798 der Prignitzer Eisenbahn GmbH (PEG) eingesetzt. Zum 100-jährigen Bestehen der Jeetzeltalbahn kam am 17./18. September 2011 zwischen Dannenberg Ost und Lüchow abermals ein Regio-Shuttle BR 650 der ODEG zum Einsatz.

### Betriebswerk Salzwedel
Das Bahnbetriebswerk Salzwedel befindet sich direkt an der ehemaligen Strecke, das Gleis verlief unmittelbar neben der Drehscheibe. Das Betriebswerk steht unter Denkmalschutz und wird von den Dampflokfreunden Salzwedel e. V. betrieben. Auf der Stichbahn Salzwedel–Lüchow dürften ausschließlich Lokomotiven aus Salzwedel eingesetzt worden sein. Nach Verlängerung der Strecke bis Dannenberg bestand dort zwar ein Anschluss an die Bahnstrecke Wittenberge–Lüneburg–Buchholz, aufgrund der weiterhin ausschließlich regionalen Bedeutung dürfte aber auch dann der eingesetzte Fahrzeugbestand fast ausschließlich in Salzwedel beheimatet gewesen sein. Nach der Unterbrechung der Strecke zwischen dem Haltepunkt Bürgerholz und Lübbow im Jahre 1945 endete der Fahrzeugeinsatz aus Salzwedel.
In Salzwedel waren 1914 insgesamt 17 Lokomotiven verschiedener preußischer Baureihen stationiert:
| Gruppe         | Baureihe | Anzahl |
| -------------- | -------- | ------ |
| Schnellzuglok  | S 1      | 8      |
| Schnellzuglok  | S 5      | 2      |
| Personenzuglok | P 3      | 4      |
| Güterzuglok    | G 3      | 1      |
| Güterzuglok    | G 4      | 1      |
| Tenderlok      | T 4      | 1      |

1930 waren 20 Lokomotiven aus fünf Reichsbahn-Baureihen beheimatet:
| Gruppe             | Baureihe | Anzahl | Nummern                                           |
| ------------------ | -------- | ------ | ------------------------------------------------- |
| Schnellzuglok      | 13.6–8   | 1      | 13 835                                            |
| Güterzuglok        | 54.8–10  | 6      | 54 932, 1013, 1015, 1018, 1019, 1061              |
| Güterzuglok        | 55.7–13  | 2      | 55 1064, 1287                                     |
| Güterzuglok        | 57.10–35 | 8      | 57 1529, 1568, 1891, 1895, 2050, 2067, 2068, 2922 |
| Güterzug-Tenderlok | 91.3–18  | 3      | 91 1074, 1419, 1420                               |

1937 kamen sechs Güterzuglokomotiven der Baureihe 54.15–17 (54 1503, 1616, 1621, 1632, 1635, 1707) hinzu, die wahrscheinlich die Loks der Baureihe 54.8–10 ersetzten.
Während des Zweiten Weltkriegs waren fünf Baureihen im Bahnbetriebswerk Salzwedel stationiert:
| Gruppe             | Baureihe |
| ------------------ | -------- |
| Personenzuglok     | 38.10–40 |
| Güterzuglok        | 50       |
| Güterzuglok        | 54.8–10  |
| Güterzug-Tenderlok | 89.70–75 |
| Güterzug-Tenderlok | 91.3–18  |

### Betriebswerk Uelzen
Im Jahre 1924 wurde die Bahnstrecke Uelzen–Dannenberg West eröffnet. Sie war bis 1945 ein Teilstück der ehemaligen Kursbuchstrecke 110g der Deutschen Reichsbahn von Ludwigslust nach Uelzen. Die Züge befuhren damit immer auch den Abschnitt zwischen den Dannenberger Bahnhöfen. Des Weiteren bestand mit der sogenannten Amerikalinie seit 1873 eine direkte Verbindung zwischen Uelzen und Salzwedel.
Mit der Wiederaufnahme des Personenverkehrs nach dem Zweiten Weltkrieg gab es einen durchgehenden Personenverkehr zwischen Uelzen und Lüchow beziehungsweise Lübbow. Als das Bahnbetriebswerk Lüneburg 1960 seinen Fahrzeugbestand abgab, war das Bahnbetriebswerk Uelzen das einzige Betriebswerk in der Nähe.
1930 waren in Uelzen 74 Lokomotiven aus fünf Baureihen der Deutschen Reichsbahn beheimatet:
| Gruppe             | Baureihe | Anzahl | Nummern |
| ------------------ | -------- | ------ | --- |
| Personenzuglok     | 38.10–40 | 15     | 38 1523, 1744, 1889, 2572, 2573, 2684, 2688, 2801, 2819, 2871, 2878, 3186, 3599, 3720, 3721 |
| Güterzuglok        | 54.8–10  | 3      | 54 836, 887, 1049 |
| Güterzuglok        | 55.25–56 | 40     | 55 2523, 2530, 2538, 2735, 2737, 2738, 2740, 2904, 2908, 2909, 2911, 2913, 3089, 3090, 3091, 3319, 3324, 3327, 3517, 3574, 3746, 3756, 3764, 3781, 4012, 4027, 4193, 4287, 4478, 4480, 4596, 4791, 4795, 5177, 5328, 5417, 5418, 5477, 5478, 5488 |
| Güterzuglok        | 57.10–35 | 6      | 57 1802, 1832, 1894, 1897, 2046, 2066 |
| Güterzug-Tenderlok | 91.3–18  | 10     | 91 1020, 1148, 1319, 1488, 1491, 1492, 1498, 1564, 1601, 1787 |

In der ersten Hälfte der 1950er-Jahre waren in Uelzen unter anderem Lokomotiven der folgenden Baureihen stationiert:
| Gruppe                | Baureihe |
| --------------------- | -------- |
| Güterzuglok           | 41       |
| Güterzuglok           | 50       |
| Güterzuglok           | 52       |
| Güterzuglok           | 56.20–29 |
| Personenzug-Tenderlok | 64       |
| Personenzug-Tenderlok | 74.4–13  |
| Güterzug-Tenderlok    | 86       |

Der Fahrzeugbestand im Jahre 1957 umfasste im Betriebswerk Uelzen drei Baureihen mit zusammen 42 Dampflokomotiven:
| Gruppe             | Baureihe | Anzahl | Nummern |
| ------------------ | -------- | ------ | --- |
| Personenzuglok     | 38.10–40 | 11     | 38 1737, 2297, 2360, 2581, 2756, 2909, 3125, 3186, 3218, 3729, 4032                                                                                       |
| Güterzuglok        | 50       | 27     | 50 036, 415, 477, 541, 585, 778, 780, 841, 947, 983, 1012, 1168, 1287, 1332, 1556, 1691, 1816, 1833, 1871, 1952, 2219, 2224, 2283, 2315, 2319, 2320, 2768 |
| Güterzug-Tenderlok | 92.5–10  | 4      | 92 602, 662, 727, 815 |

Bis 1960 wurden die Lokomotiven der Baureihe 92.5–10 vollständig durch die Baureihe 94.5–17 ersetzt. Ab dem 12. Oktober 1960 kamen elf Loks der Baureihe 55.25–56 aus dem aufgelösten Betriebswerk Soltau hinzu.
1973 waren in Uelzen 22 Uerdinger Schienenbusse und insgesamt 31 Dampfloks der Baureihen 050–053 mit Kabinentender stationiert:
| Baureihe | Anzahl | Nummern |
| -------- | ------ | --- |
| 050      | 10     | 050 452-2, 550-3, 570-1, 776-4, 794-7, 815-0, 842-4, 868-9, 979-4 Z-Lok: 050 535-4                                                                           |
| 051      | 6      | 051 446-3, 625-2, 654-2, 734-2, 761-5, 814-2 |
| 052      | 13     | 052 207-8, 319-1, 465-2, 501-4, 511-3, 513-9, 544-4, 548-5, 561-8, 791-1, 902-4 Z-Loks: 052 586-5, 719-2                                                     |
| 053      | 2      | 053 013-9, 065-9 |
| 795      | 22     | 795 204-7, 278-1, 347-4, 348-2, 349-0, 350-8, 394-6, 395-3, 396-1, 397-9, 398-7, 491-0, 505-7, 506-5, 507-3, 508-1, 509-9, 600-6, 604-8, 605-5, 606-3, 607-1 |

Außerdem war ein Wartungsfahrzeug der Baureihe 701 zur Instandhaltung der Oberleitung stationiert. Die Strecken im Landkreis Lüchow-Dannenberg waren allerdings nicht elektrifiziert, weshalb dieses Fahrzeug dort nicht zum Einsatz kam.

### Betriebswerk Lüneburg
Die Strecke Salzwedel–Dannenberg endet in Dannenberg an der ehemaligen Bahnstrecke Wittenberge–Lüneburg–Buchholz. Ein fahrplanmäßiger Personenverkehr zwischen Lüneburg und Salzwedel oder Befahren eines Abschnitts der Strecke Salzwedel–Dannenberg fand im Zeitraum bis 1945 nicht statt. Der Verkehr Wittenberge–Salzwedel erfolgte über Arendsee. Nach Unterbrechung der Verbindung zwischen Salzwedel und Lübbow war die Strecke nur noch von Uelzen oder Lüneburg aus erreichbar.
1914 waren im Bahnbetriebswerk Lüneburg 47 Lokomotiven aus 11 preußischen Baureihen beheimatet:
| Gruppe         | Baureihe    | Anzahl |
| -------------- | ----------- | ------ |
| Schnellzuglok  | S 1         | 1      |
| Schnellzuglok  | S 2         | 1      |
| Schnellzuglok  | S 3         | 9      |
| Schnellzuglok  | S 5.2       | 1      |
| Personenzuglok | P 4.1/P 4.2 | 5      |
| Güterzuglok    | G 3         | 2      |
| Güterzuglok    | G 4.2/G 4.3 | 15     |
| Güterzuglok    | G 5.1/G 5.2 | 1      |
| Tenderlok      | G 7.1/G 7.2 | 4      |
| Tenderlok      | T 2         | 1      |
| Tenderlok      | T 3         | 7      |

Neben den aufgeführten Dampflokomotiven waren auch vier Akkumulatortriebwagen stationiert.
In den 1930er Jahren hatte sich die Vielfalt der Baureihen halbiert. 1930 waren 40 Lokomotiven aus fünf Baureihen der Deutschen Reichsbahn stationiert:
| Gruppe                | Baureihe | Anzahl | Nummern                                                                                                 |
| --------------------- | -------- | ------ | --- |
| Güterzuglok           | 55.0–6   | 4      | 55 363, 428, 496, 591                                                                                   |
| Güterzuglok           | 55.25–56 | 17     | 55 2526, 2529, 2536, 2736, 2899, 2901, 3099, 3105, 3512, 3598, 3644, 4017, 4216, 4591, 4796, 5208, 5486 |
| Güterzuglok           | 57.10–35 | 7      | 57 2044, 2224, 3347, 3348, 3393, 3394, 3395                                                             |
| Personenzug-Tenderlok | 78.0–5   | 6      | 78 216, 415, 416, 417, 418, 419                                                                         |
| Güterzug-Tenderlok    | 89.70–75 | 6      | 89 7130, 7200, 7201, 7202, 7204, 7441                                                                   |

1933 waren sechs Baureihen mit 32 Lokomotiven stationiert:
| Gruppe                | Baureihe | Anzahl | Nummern                                                                               |
| --------------------- | -------- | ------ | ------------------------------------------------------------------------------------- |
| Personenzuglok        | 38.10–40 | 1      | 38 2648                                                                               |
| Güterzuglok           | 55.25–56 | 14     | 55 2521, 2529, 2536, 2706, 2727, 2899, 2901, 3099, 3105, 3512, 3598, 4017, 5208, 5486 |
| Güterzuglok           | 57.10–35 | 8      | 57 1783, 2044, 2224, 3347, 3348, 3393, 3394, 3395                                     |
| Personenzug-Tenderlok | 78.0–5   | 6      | 78 415, 416, 417, 418, 419, 426                                                       |
| Güterzug-Tenderlok    | 89.70–75 | 2      | 89 7200, 7202                                                                         |
| Güterzug-Tenderlok    | 92.5–10  | 1      | 92 614                                                                                |

In den 1950er Jahren waren in Lüneburg unter anderem Lokomotiven folgender Baureihen stationiert:
| Gruppe                | Baureihe |
| --------------------- | -------- |
| Güterzuglok           | 50       |
| Güterzuglok           | 56.20–29 |
| Personenzug-Tenderlok | 74.4–13  |
| Güterzug-Tenderlok    | 86       |

Am 28. Mai 1960 gab das Lüneburger Betriebswerk alle Lokomotiven ab und war nur noch Personaleinsatzbetriebswerk.

### Kalibahn Wustrow–Schreyahn

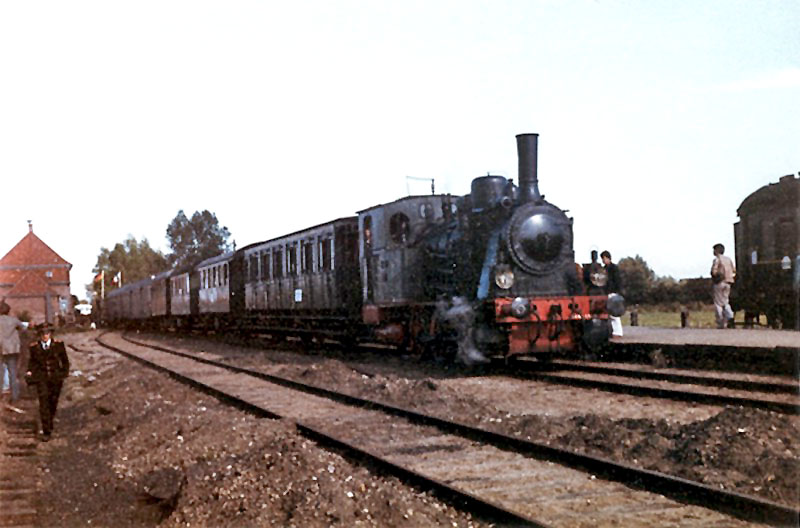
Ehemalige Lok Typ „Thüringen“ der Kalibahn 1976 im Museumsverkehr.

Bei der Grubenanschlussbahn kamen zwei zweiachsige und eine dreiachsige Dampflokomotive zum Einsatz, die die Kalifracht zur Übergabestelle im Staatsbahnhof Wustrow transportierten:
| Bauart | Hersteller | Fabrik-Nr. | Baujahr |
| ------ | ---------- | ---------- | ------- |
| Bn2t   | O & K      | 2008       | 1906    |
| Bn2t   | Henschel   | 11333      | 1912    |
| Cn2t   | Henschel   | 18038      | 1920    |

Die 1920 von Henschel & Sohn gebaute dreiachsige Lok Typ „Thüringen“ ist ein verstärkter Nachbau der preußischen T 3 und war nach der Stilllegung des Kalibergwerkes bis 1975 im Kaliwerk Ronnenberg im Einsatz. Anschließend wurde sie vom Hamburger Verein Verkehrsamateure und Museumsbahn übernommen und wird für den Museumsverkehr auf dem Streckenabschnitt Schönberg–Schönberger Strand der Kiel-Schönberger Eisenbahn eingesetzt.

### Lüchow-Schmarsauer Eisenbahn

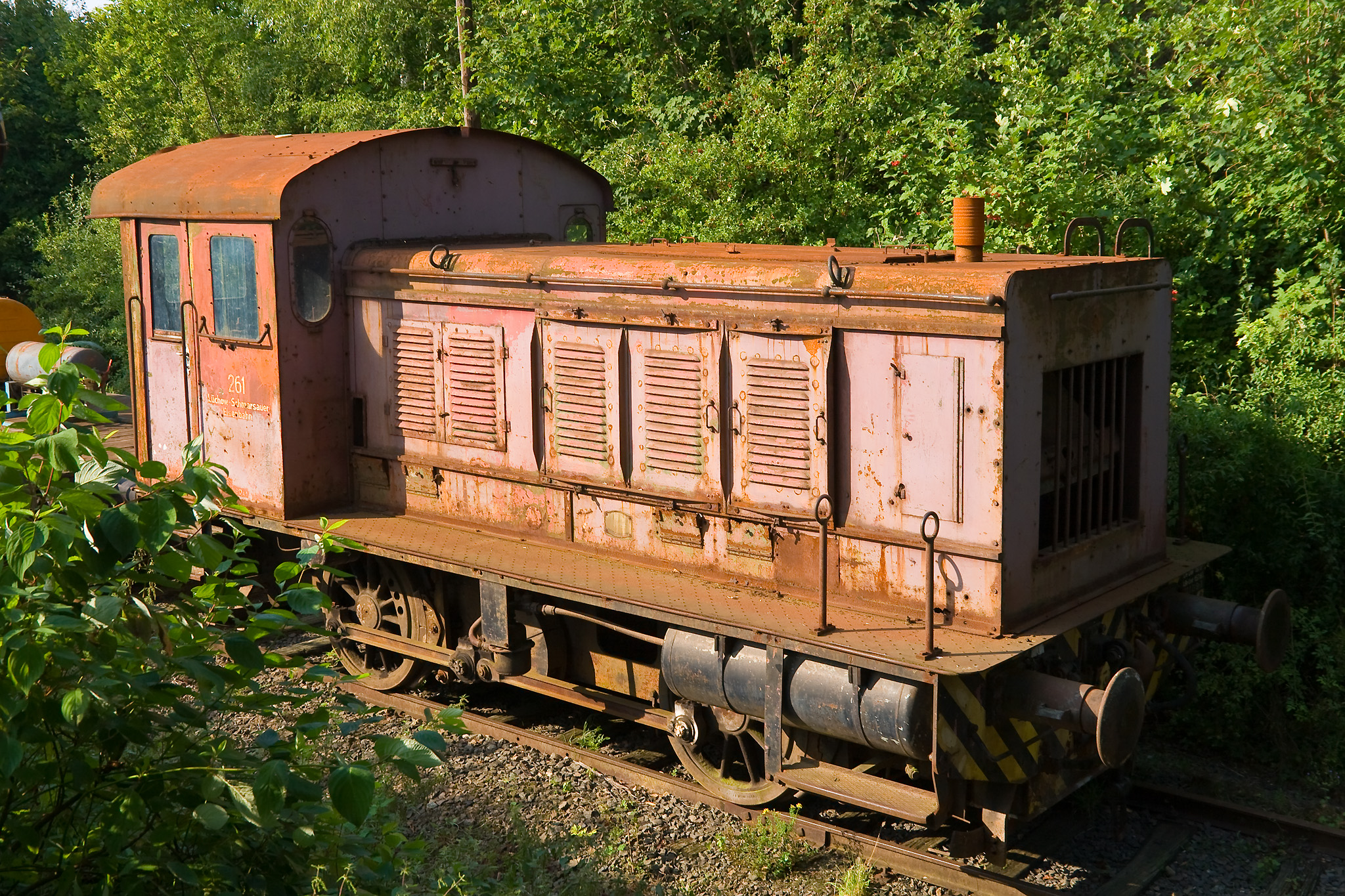
Ehemalige V 261 der LSE

Bis 1974 erfolgte der Übergabeverkehr durch die Lüchow-Schmarsauer Eisenbahn selbst, dazu wurden die Gleise des Staatsbahnhofs befahren. Dabei wurden zwei Dampflokomotiven eingesetzt, die 1961 und 1962 außer Dienst gestellt wurden. 1961 wurde eine zweiachsige Diesellokomotive V 20 angeschafft, die bis 1974 den Übergabeverkehr durchführte.
| Betr.-Nr. | Bauart | Hersteller            | Fabrik-Nr. | Baujahr |
| --------- | ------ | --------------------- | ---------- | ------- |
| 323       | Cn2t   | Hanomag               | 6317       | 1911    |
| 324       | Cn2t   | Hanomag               | 6318       | 1911    |
| 261       | V 20   | Berliner Maschinenbau | 11395      | 1941    |

Die Diesellok V 20 war vor 1961 bei der Bremervörde-Osterholzer Eisenbahn in Betrieb und befindet sich seit 2003 in nicht fahrbereitem Zustand im Besitz der Arbeitsgemeinschaft historische Eisenbahn (Almetalbahn).